# موزه کلیسای وانک

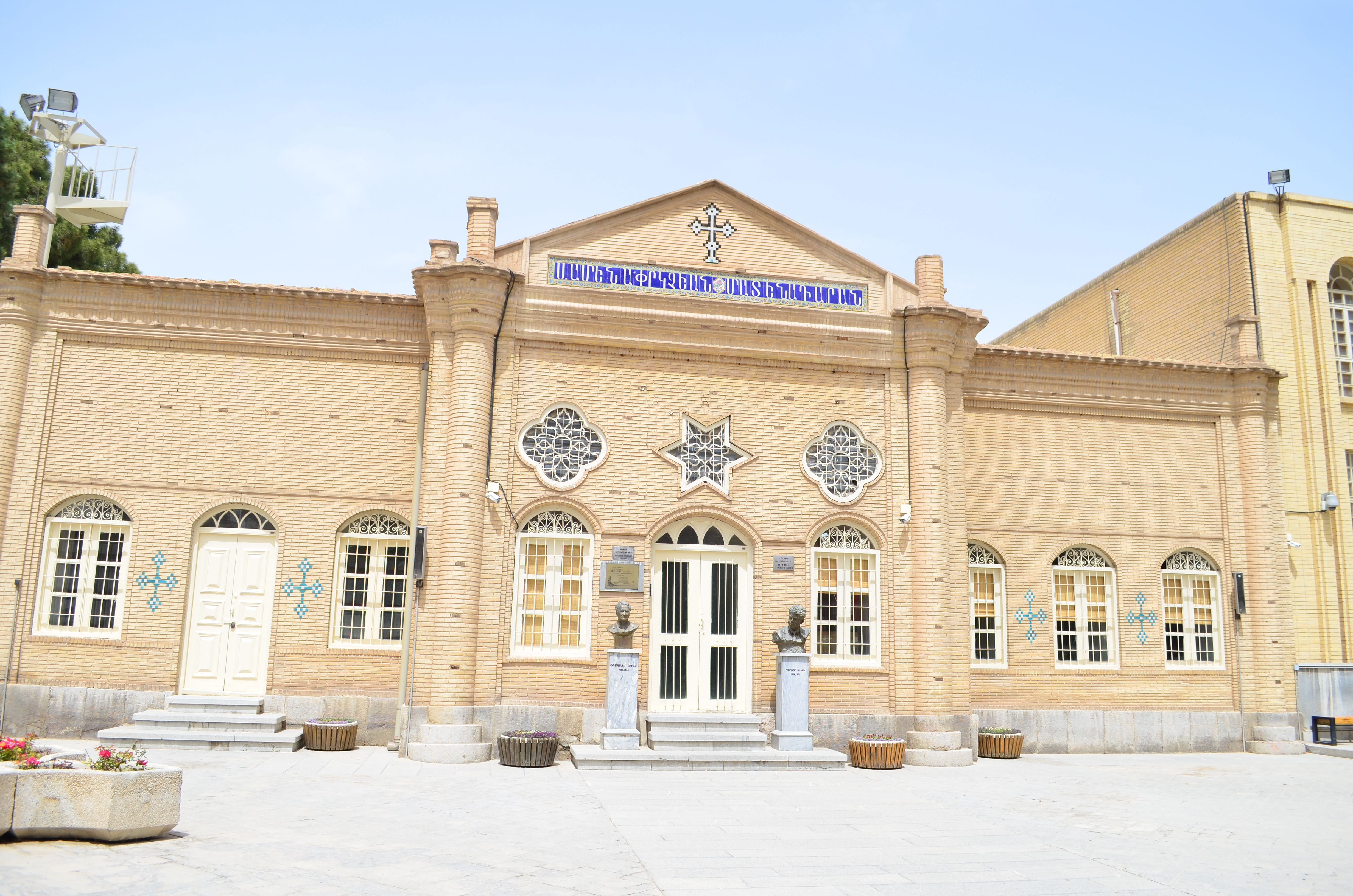
در ورودی موزهٔ کلیسای وانک

موزه کلیسای وانک موزه‌ای است که در سال ۱۹۰۵ تا ۱۹۰۶ میلادی در حیاط کلیسای وانک به کوشش «طاطاووس هونانیان»، فرزند «هاروتون هونانیان»، نویسندهٔ کتاب تاریخ جلفای اصفهان ساخته شد.

## تاریخچه

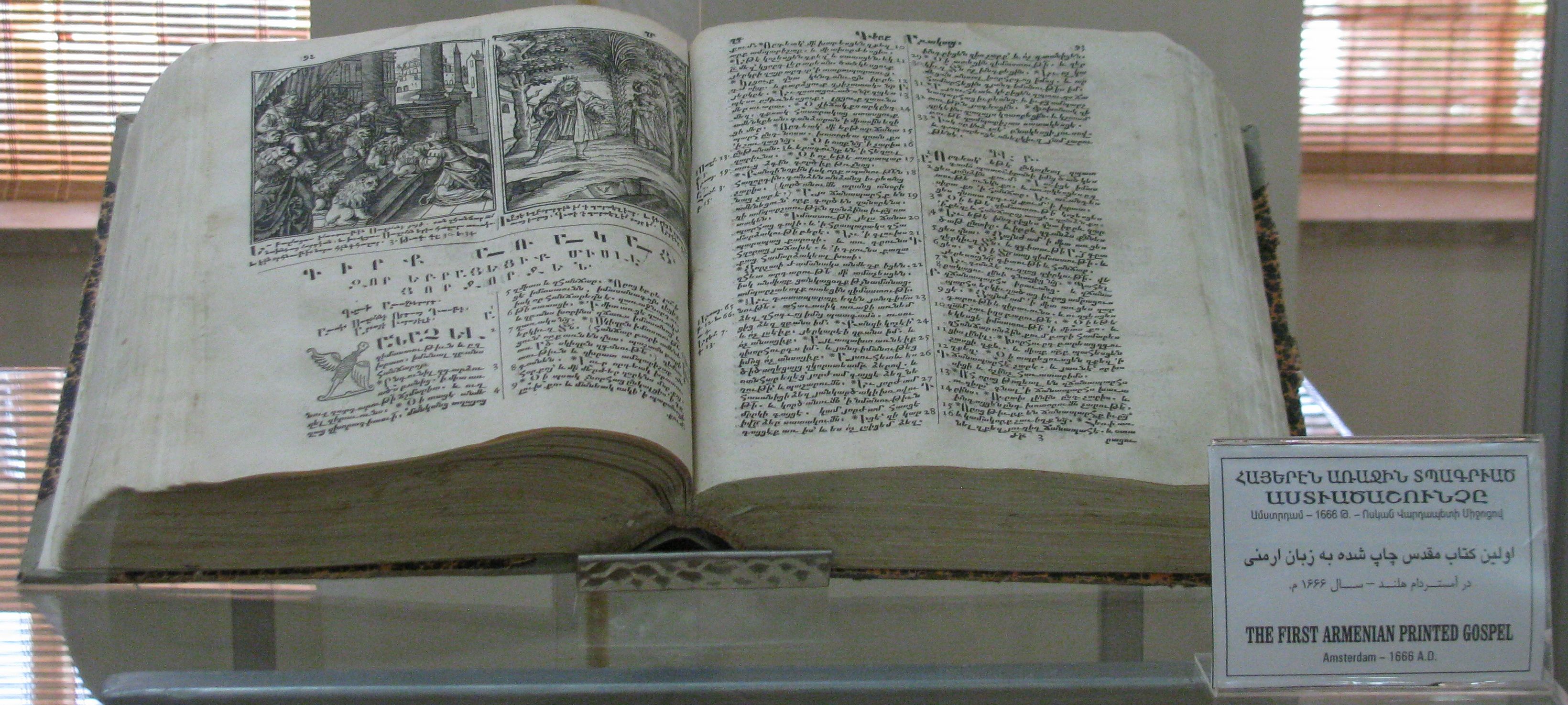
اولین کتاب مقدس چاپ شده به زبان ارمنی در آمستردام. سال ۱۶۶۶ میلادی. موزه کلیسای وانک اصفهان

در سال‌های ۱۹۰۵–۱۹۰۶ میلادی به کوشش «طاطاووس هونانیان»، فرزند «هاروتون هونانیان»، نویسندهٔ «کتاب تاریخ جلفای اصفهان»، اتاق‌هایی در ضلع شمالی حیاط کلیسای وانک برای نگهداری و نمایش کتاب‌ها، نسخه‌های خطی و اشیای تاریخی ساخته شدند. این اتاق‌ها تا ۱۹۳۰ میلادی به‌طور هم‌زمان به منزلهٔ موزه و کتابخانه مورد استفاده قرار می‌گرفتند.
با راهنمایی سرکیس خاچاطوریان در ساختمان مزبور تغییراتی داده شد در سال ۱۹۳۰ میلادی موزه وانک نهاده شد. در انبار کلیسای وانک و سایر کلیساها و خانه‌های ارمنیان تعداد بسیاری تابلو و اشیای عتیقه و نفیس وجود داشت. آن اشیاء و آثار هنری جمع‌آوری و در سالن موزه در معرض تماشا قرار داده شد.
در ۱۹۶۸ میلادی با در نظر گرفتن موقعیت جغرافیایی و سیاسی جلفا؛ موزهٔ جدید در شمال محراب کلیسای وانک بنا شود. ساخت بنای موزه در مه ۱۹۷۱ میلادی به اتمام رسید. به پیشنهاد پیشوای روحانی ارمنیان، خلیفه «گارِگین سرکیسیان»، از «آرپاک مخیتاریان»، باستان‌شناس و شرق‌شناس ارمنی و مسئول بخش اسلامی موزهٔ سلطنتی بروکسل، برای طبقه‌بندی اشیا و موزه آرایی دعوت به عمل آمد. پس از اتمام کار مخیتاریان، در ۲۳ سپتامبر همان سال، موزهٔ قدیمی تعطیل و جا به جایی اشیای موزه شروع شد.
یکی از معروفترین آثاری که در موزهٔ کلیسای وانک نگهداری می‌شود تار مویی است متعلق به دختری هیجده ساله که واهرام هاکوپیان در سال ۱۹۷۴ میلادی جمله‌ای از کتاب تورات را به زبان ارمنی با قلمی از جنس الماس بر روی آن نوشته‌است این اثر در سال ۱۹۷۵ به موزه اهدا شده و بازدیدکنندگان می‌توانند این جمله را با میکروسکوپی که به همین منظور در محل تعبیه شده‌است بر روی مو مشاهده نمایند.

## بخش‌های موزه کلیسای وانک

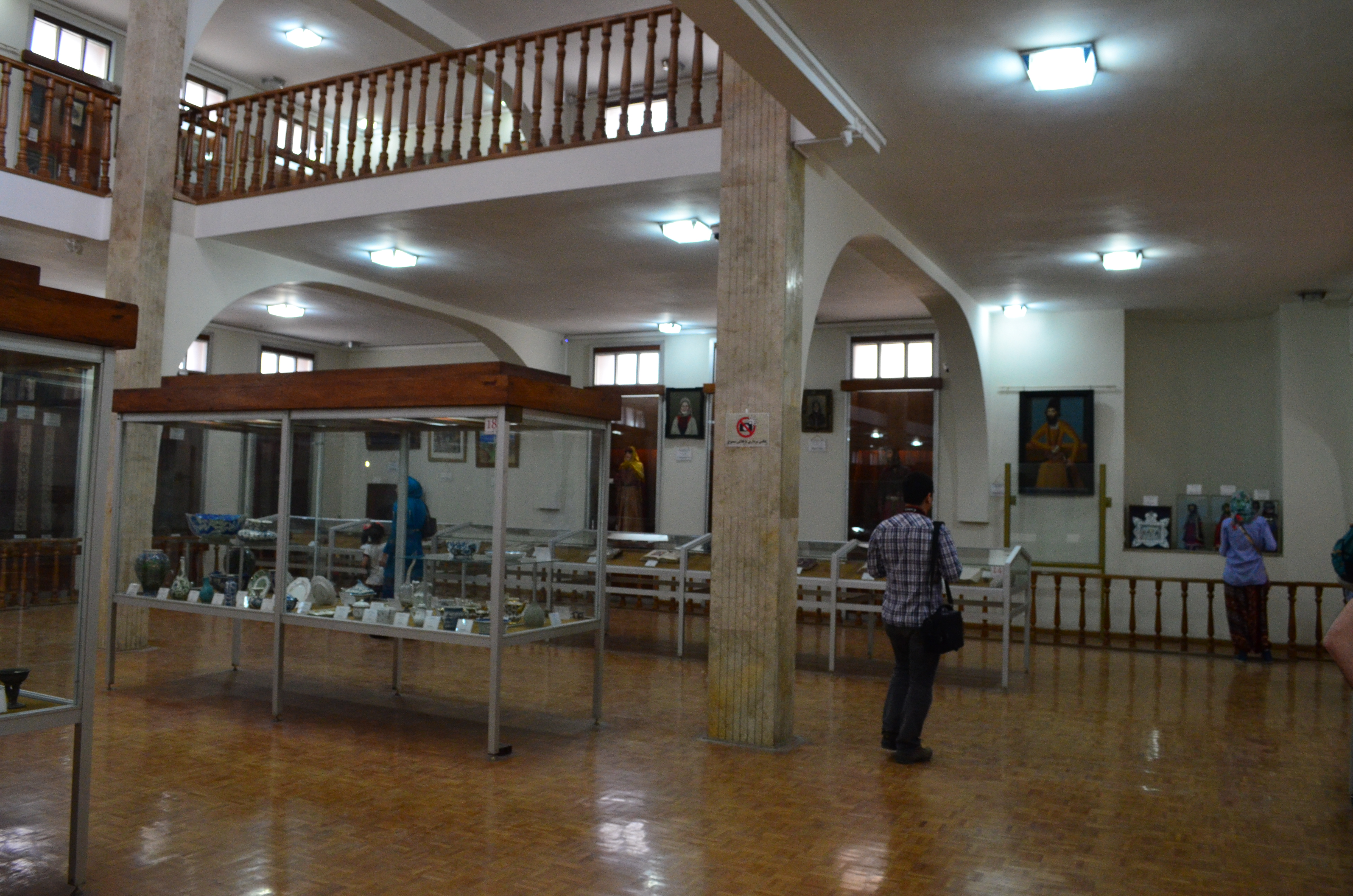
سالن موزه کلیسای وانک

طبقه‌بندی اشیای موزه چنین است که هر غرفه به صورت مجموعه‌ای مجزا درآمده که در عین حال با غرفه‌های دیگر هماهنگی دارد. بعد از تأسیس موزه تاکنون آثار فرهنگی بسیاری به اشیای موزه اضافه شده‌است که یا شورای خلیفه‌گری ارامنه اصفهان آن‌ها را خریداری کرده یا اشخاص آن‌ها را به موزه اهداء کرده‌اند. در نتیجه به مرور غرفه‌های جدیدی به موزه اضافه شده‌است.
- کتاب‌ها و نسخه‌های خطی

هفتصد و ده جلد «کتاب خطی» است که نزدیک به دویست جلد آن تورات، انجیل و کتب مقدس است که به خط و زبان ارمنی بر روی پوست و کاغذ نوشته شده‌است. برخی از این کتاب‌ها دارای سرفصل‌های طلاکاری شده می‌باشد.
- تابلوهای گچ بری و نقاشی

تابلوهای نقاشی موزه نیز مجموعه‌ای ارزنده از آثار هنری نقاشان اروپایی و ارمنی هستند. این تابلوها که بر روی کرباس، پوست، چرم، فلز و شیشه کشیده شده‌اند.
موضوع اکثر این آثار مذهبی است و شامل تصاویری از تولد حضرت مسیح، اتفاقات زندگی او و طرفدارانش، تمثال مریم مقدس و غیره می باشد. یکی از بهترین آثار بخش مذکور سیاه قلمی از چهره حضرت ابراهیم است که توسط رامبراند، نقاش بزرگ هلندی در قرن هفدهم میالدی کشیده شده است؛ همچنین تصاویری از مردان ایرانی و چهره های معروف ارمنی با لباس های مخصوص ارمنیان جلفا نیز در این بخش دیده می شود.
- آثار فلزی

مجموعه آثار فلزی این موزه مشتمل بر زیورآلات طلا و نقره، کمربند، قلاب شنل، سینی، انواع جعبهٔ صلیب، عودسوز، ظرف روغن مقدس و غیره است.
- منسوجات (دست بافته‌ها و رودوزی‌های سنتی)

این منسوجات را می‌توان به سه گروه: الف) لباس‌های مذهبی روحانیان ارمنی؛ ب) قطعات پارچه‌ای مورد استفاده در مراسم کلیسا و ج) نمونه‌هایی از پوشاک سنتی ارمنیان جلفا تقسیم کرد.
- ظروف چینی و سفالی

غرفهٔ بزرگی در موزهٔ کلیسای وانک به ظرف چینی و سفال اختصاص داده شده. این ظروف از نظر نقش‌ها و موضوعات تزیینی تنوع فراوانی دارند.
- فرمان‌ها

این فرمان‌ها متعلق به سده‌های هفدهم تا نوزدهم میلادی و موضوع اکثر آن‌ها دربارهٔ مهاجرت ارمنیان، دادن امتیازات تجاری و مذهبی به ارمنیان جلفا و چگونگی گرفتن مالیات از اهالی و تجار جلفایی است.
- آثار چوبی

این بخش شامل انواع ساعت، مبلمان، شمعدان، جعبه، صلیب، تابلوهای منبت کاری و غیره است.
- غرفهٔ صنعت چاپ ارمنی

تنها آثار به جای مانده از این چاپخانه عبارت اند از: تعدادی حروف، کتاب‌هایی که اولین بار در نقاط مختلف دنیا به زبان ارمنی چاپ شده‌اند و نیز نمونه‌هایی از هنر کتابت در آن دوران مانند انواع جلد سوخت، معرق، ضربی و روغنی مرصع و مذهب متعلق به سده‌های هفدهم تا هجدهم میلادی.
- غرفهٔ یپرم‌خان

شامل وسایل شخصی، عکس‌ها و مکاتبات شخصی یپرم خان است. اشیای این غرفه در ۱۹۷۴ میلادی به موزه اهدا شده‌اند.
- غرفهٔ نسل‌کشی ارمنیان

شامل کتاب‌های منتشر شده دربارهٔ نسل‌کشی ارمنیان به زبان‌های مختلف، نمونه‌هایی از مکاتبات سلاطین عثمانی و غیره است.
- مسکوکات

سکه‌های موزهٔ کلیسای وانک به سه دستهٔ الف) سکه‌های قبل از تاریخ؛ ب) سکه‌های دوران اسلامی و ج) سکه‌های دوران پادشاهی ارمنی کیلیکیه تقسیم می‌شوند که همگی آن‌ها در دههٔ ۱۹۷۰میلادی به موزه اهدا شده‌اند.
- غرفهٔ اولین جمهوری ارمنستان

نمونه‌هایی از مدارک رسمی دولتی، که در این تاریخ مورد استفاده بوده‌اند، در این غرفه به نمایش گذاشته شده‌است از جمله گذرنامه‌ها، تمبرها، اسکناس‌ها، سکه‌ها و اوراق مربوط به کمک مالی ارمنیان جلفا به دولت تازه تأسیس ارمنستان در آن تاریخ. این غرفه در ۱۹۷۵ میلادی افتتاح شده‌است.

## نگارخانه

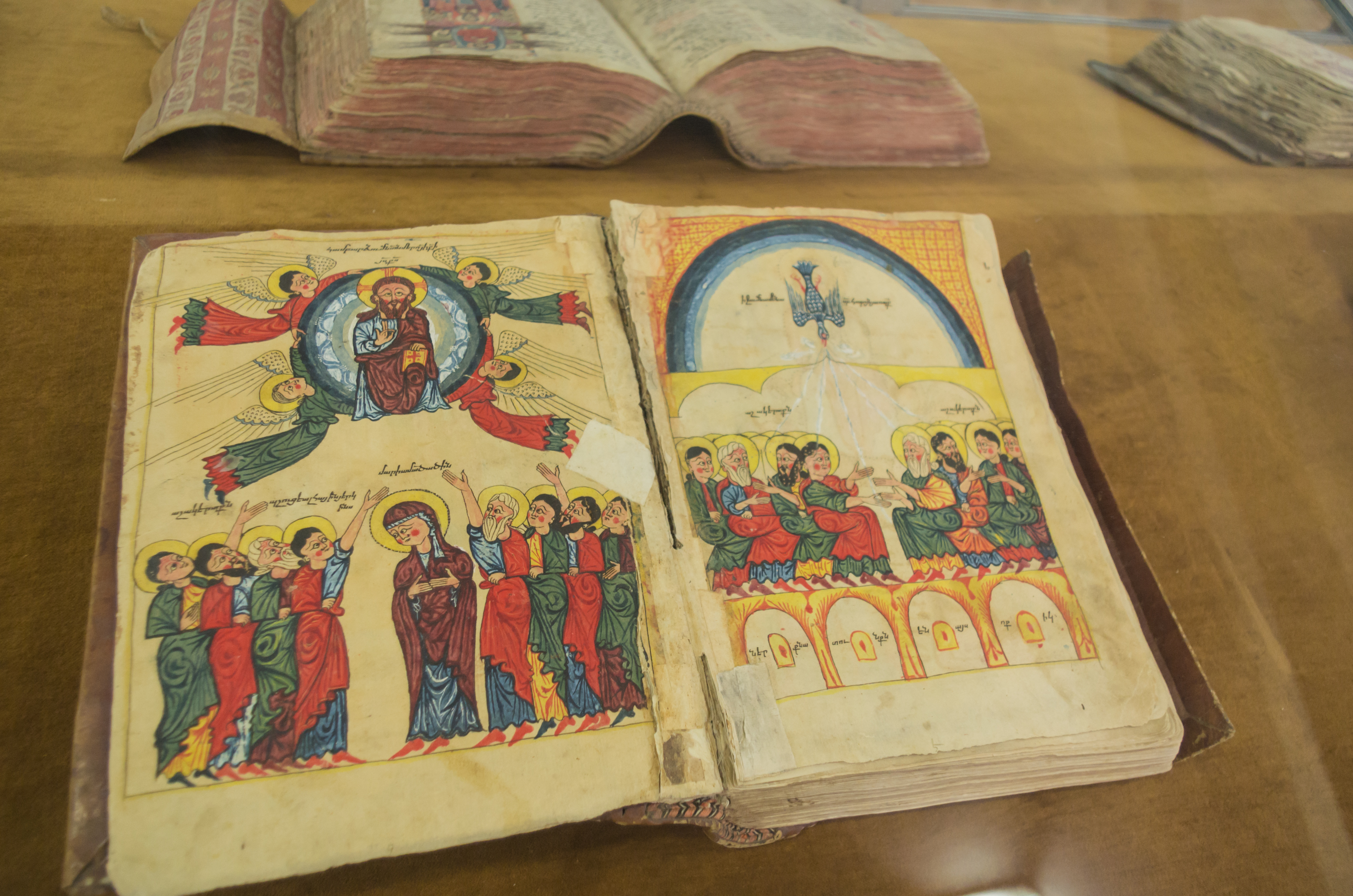
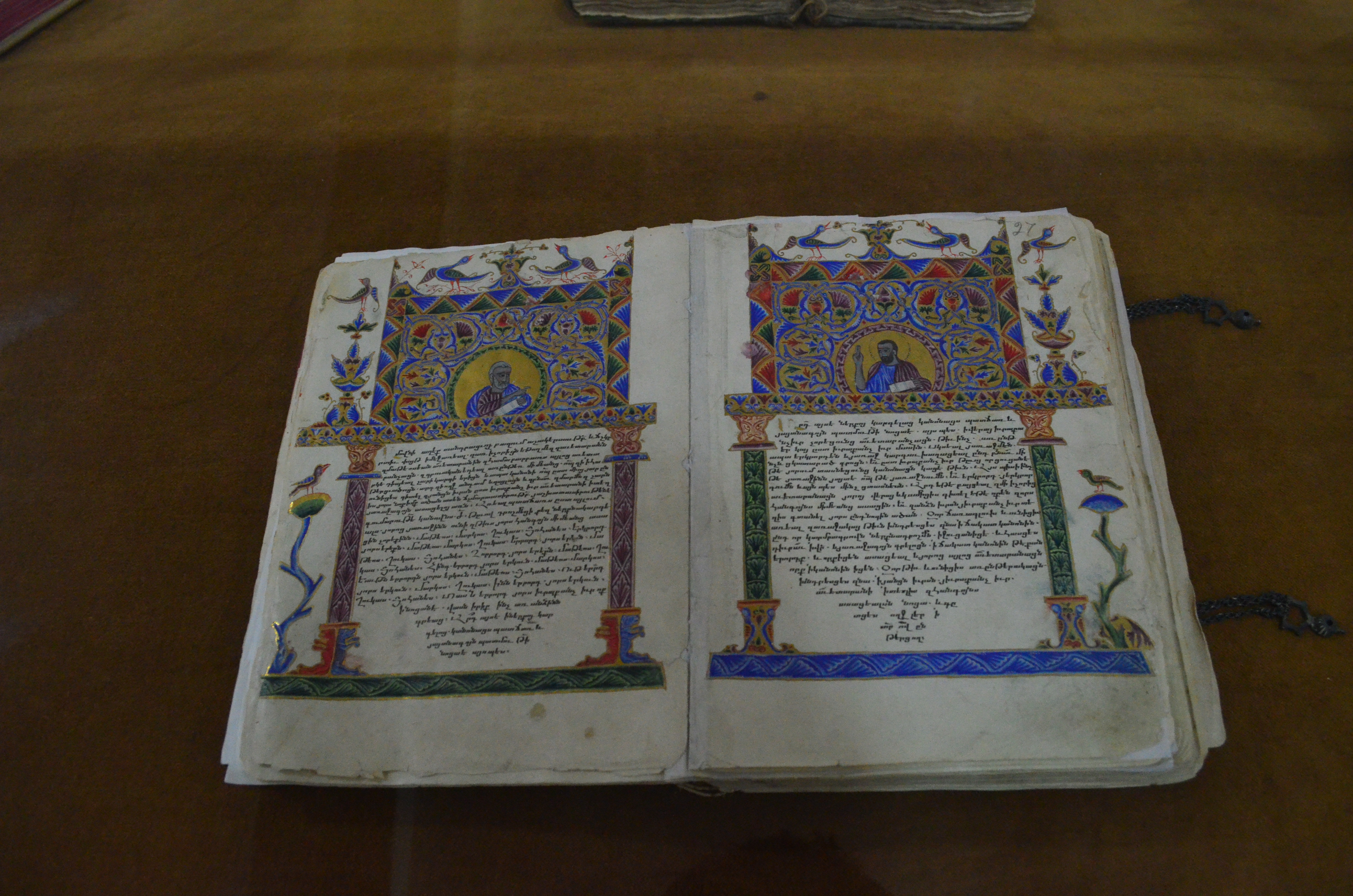
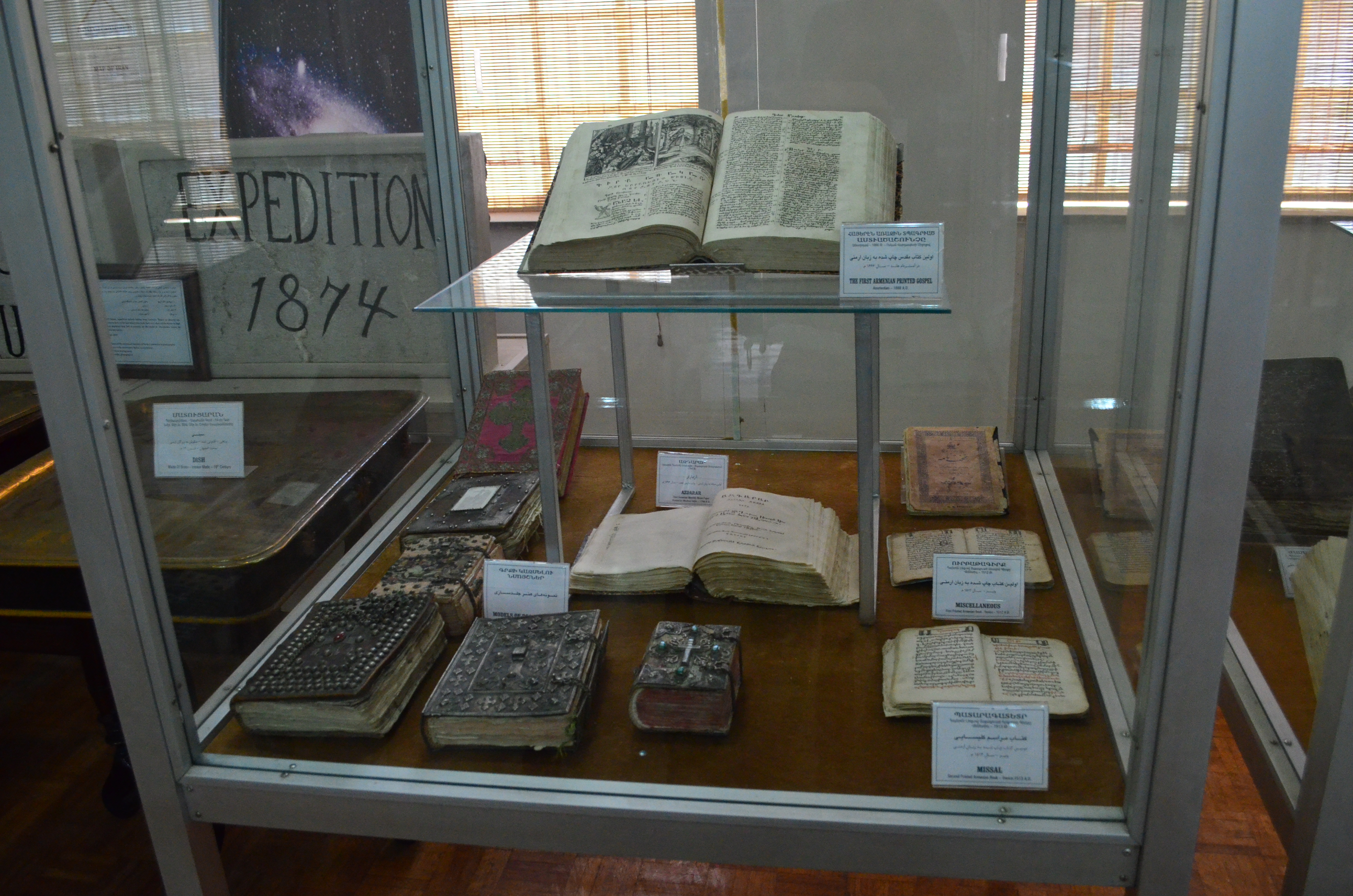
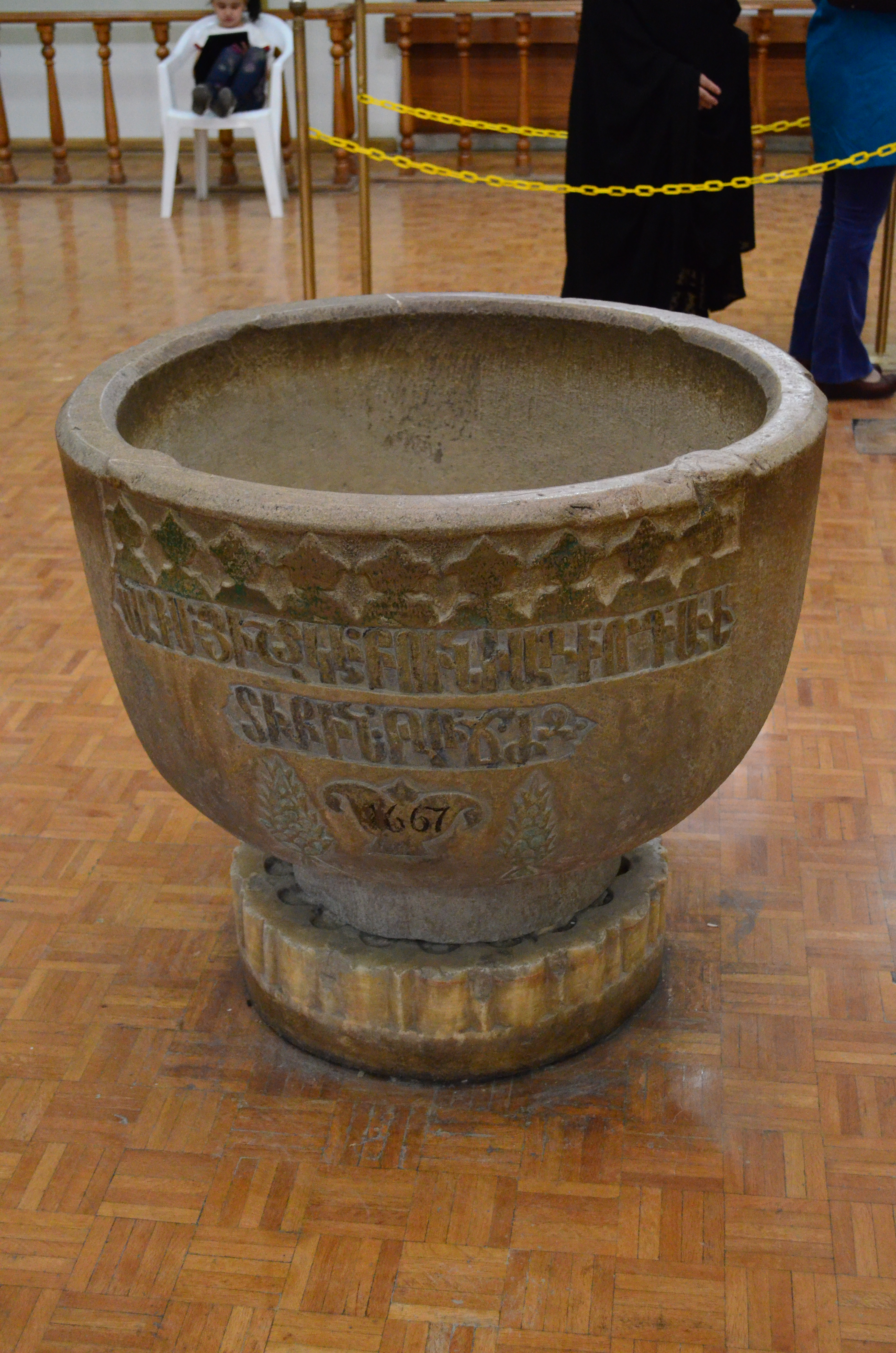
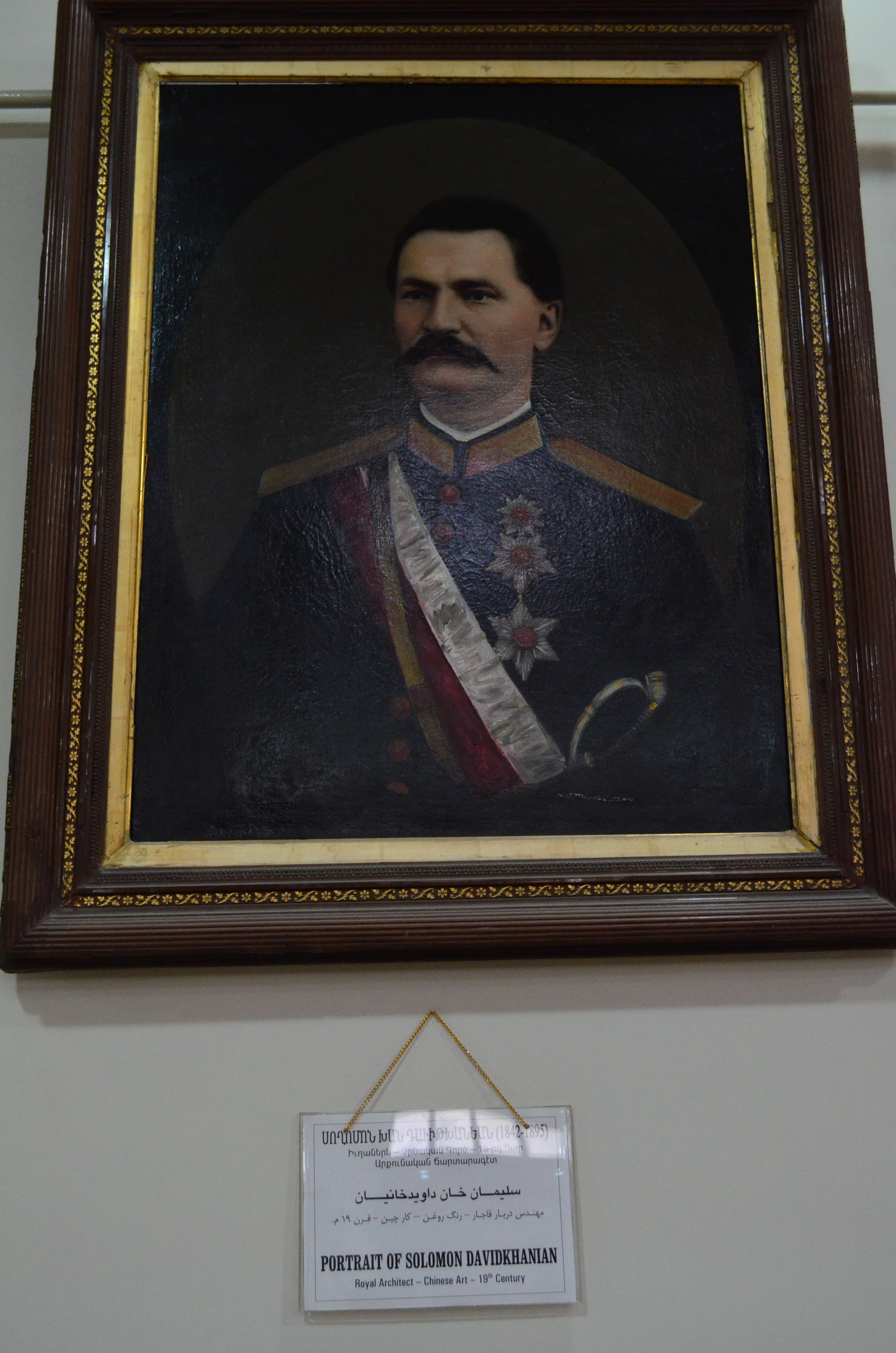
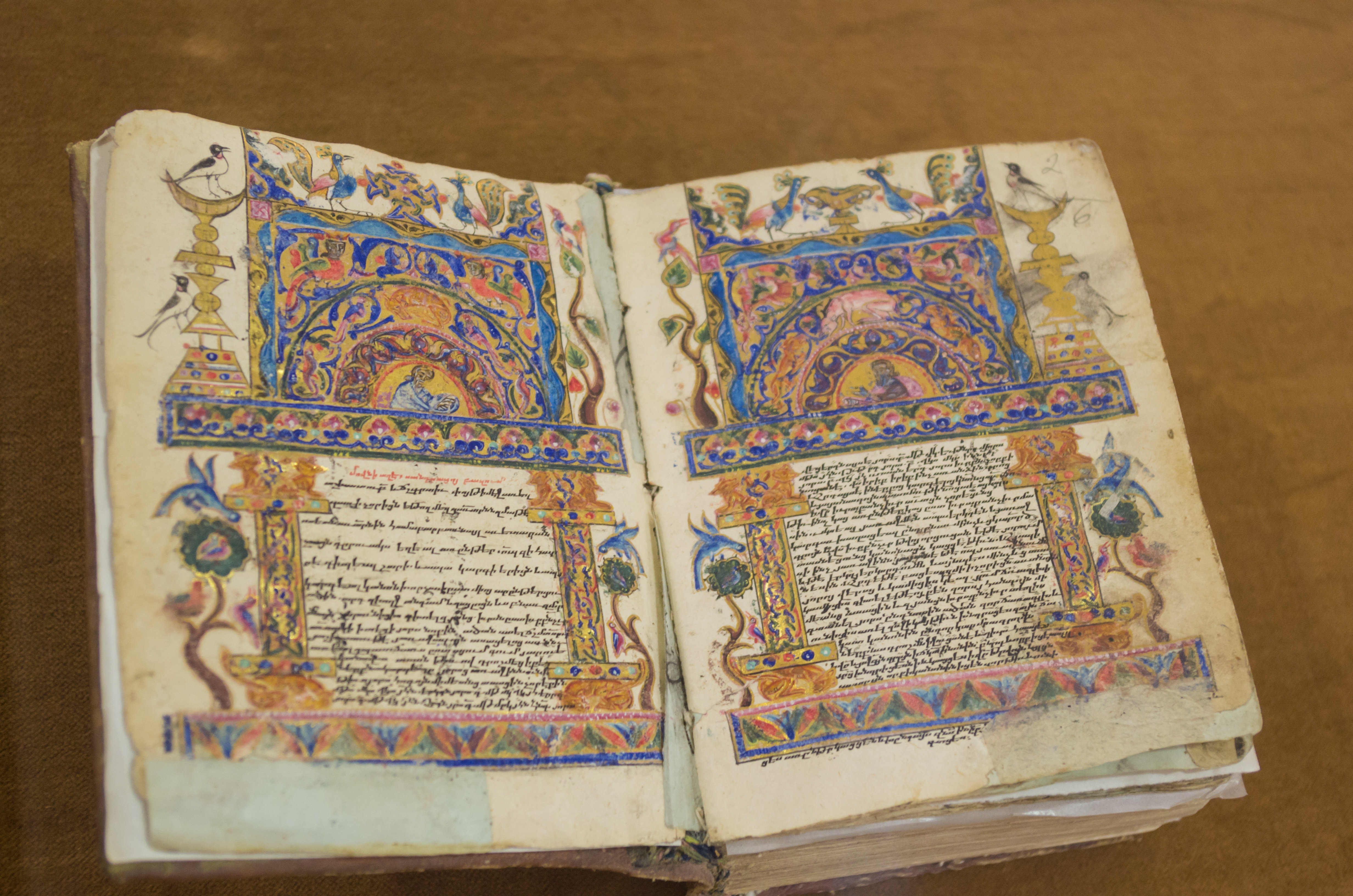
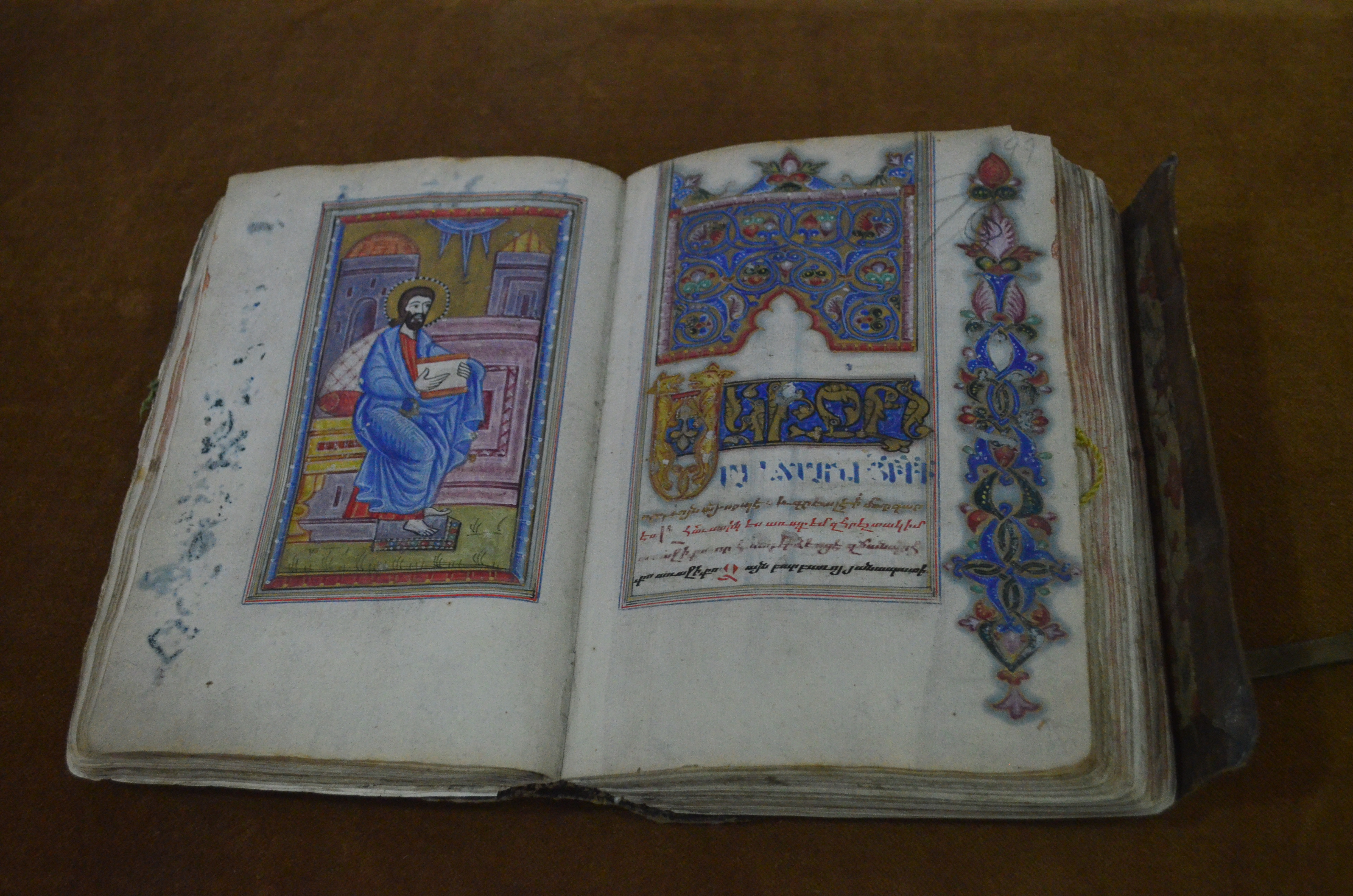
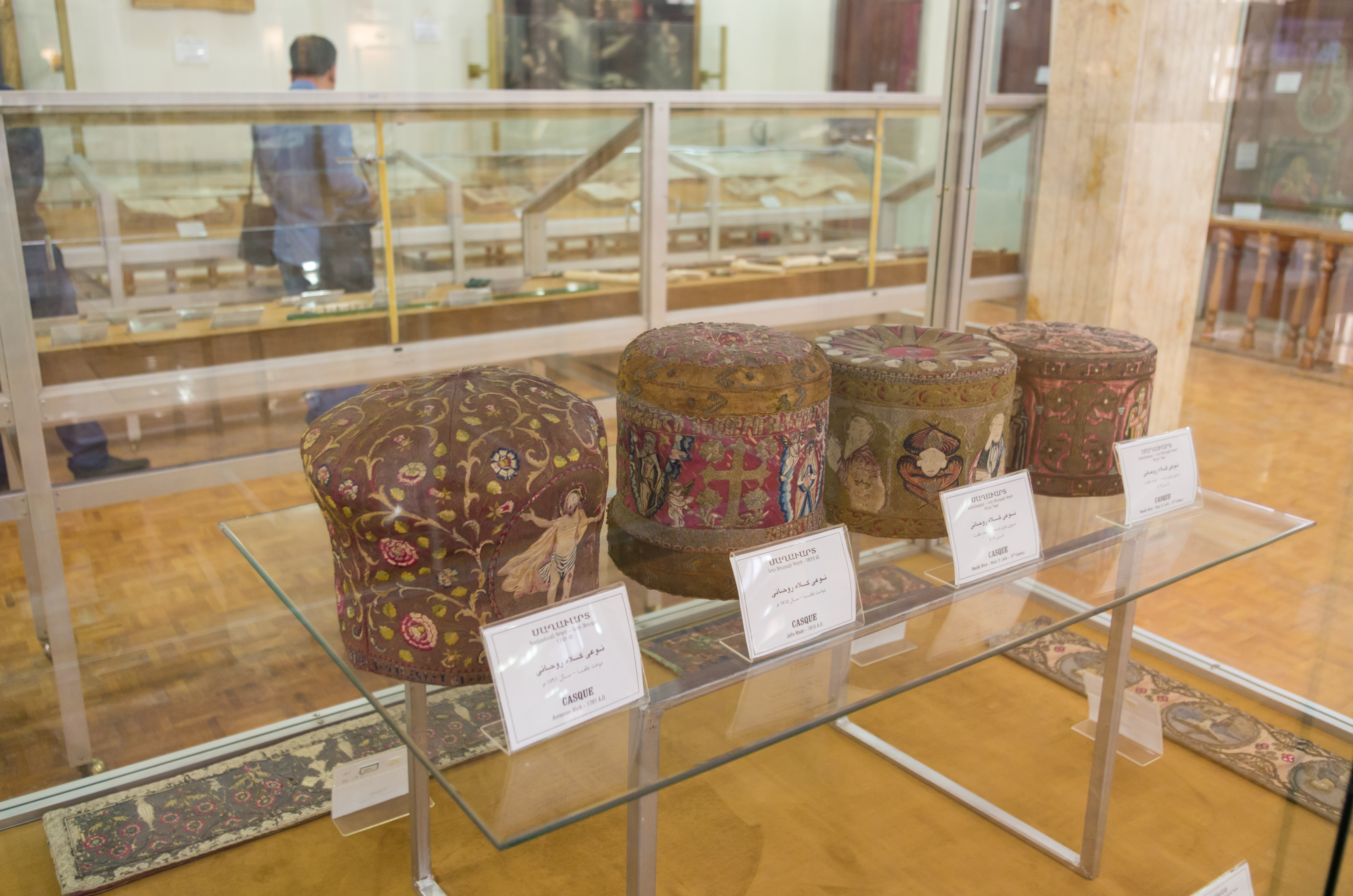
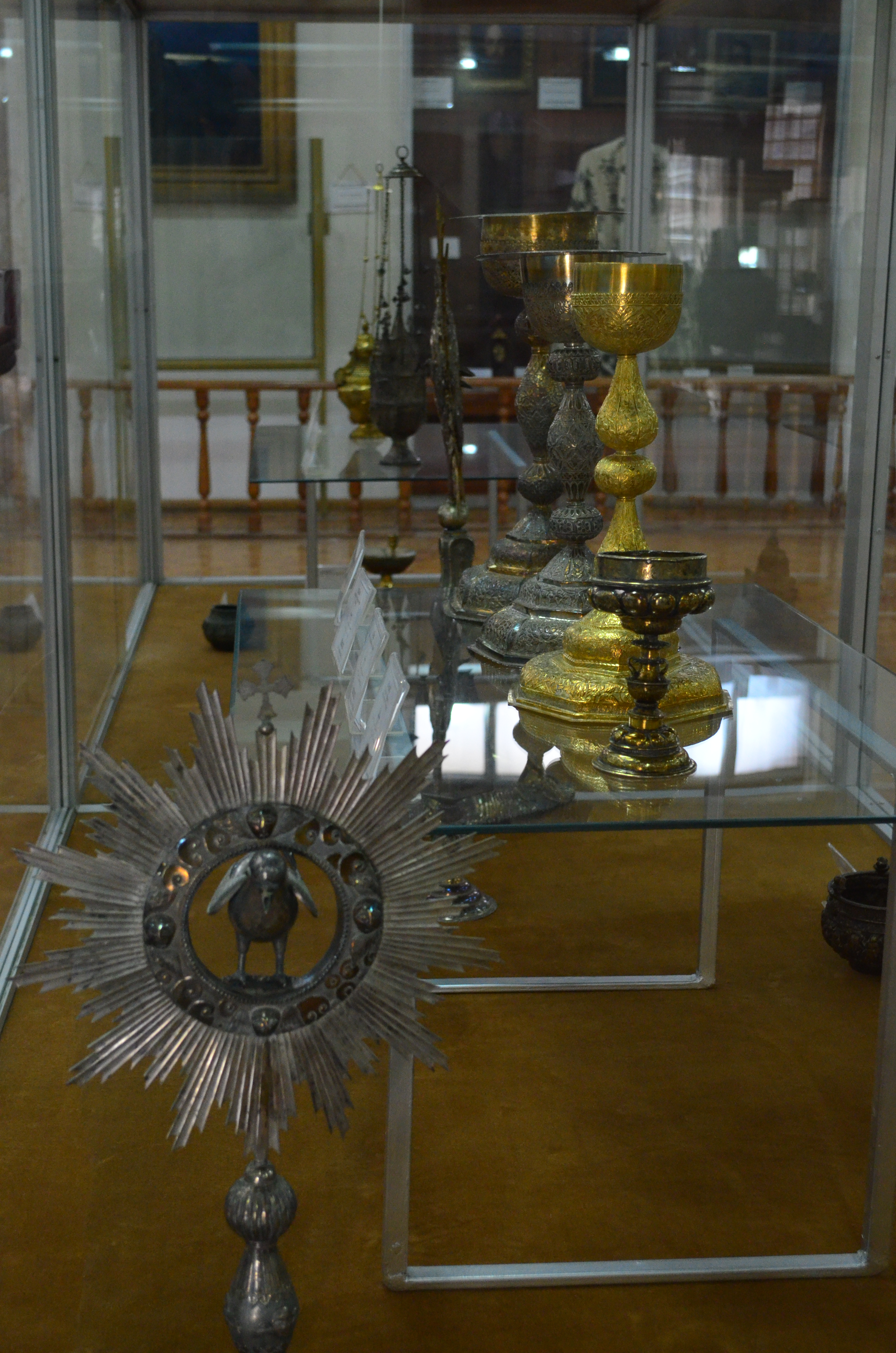
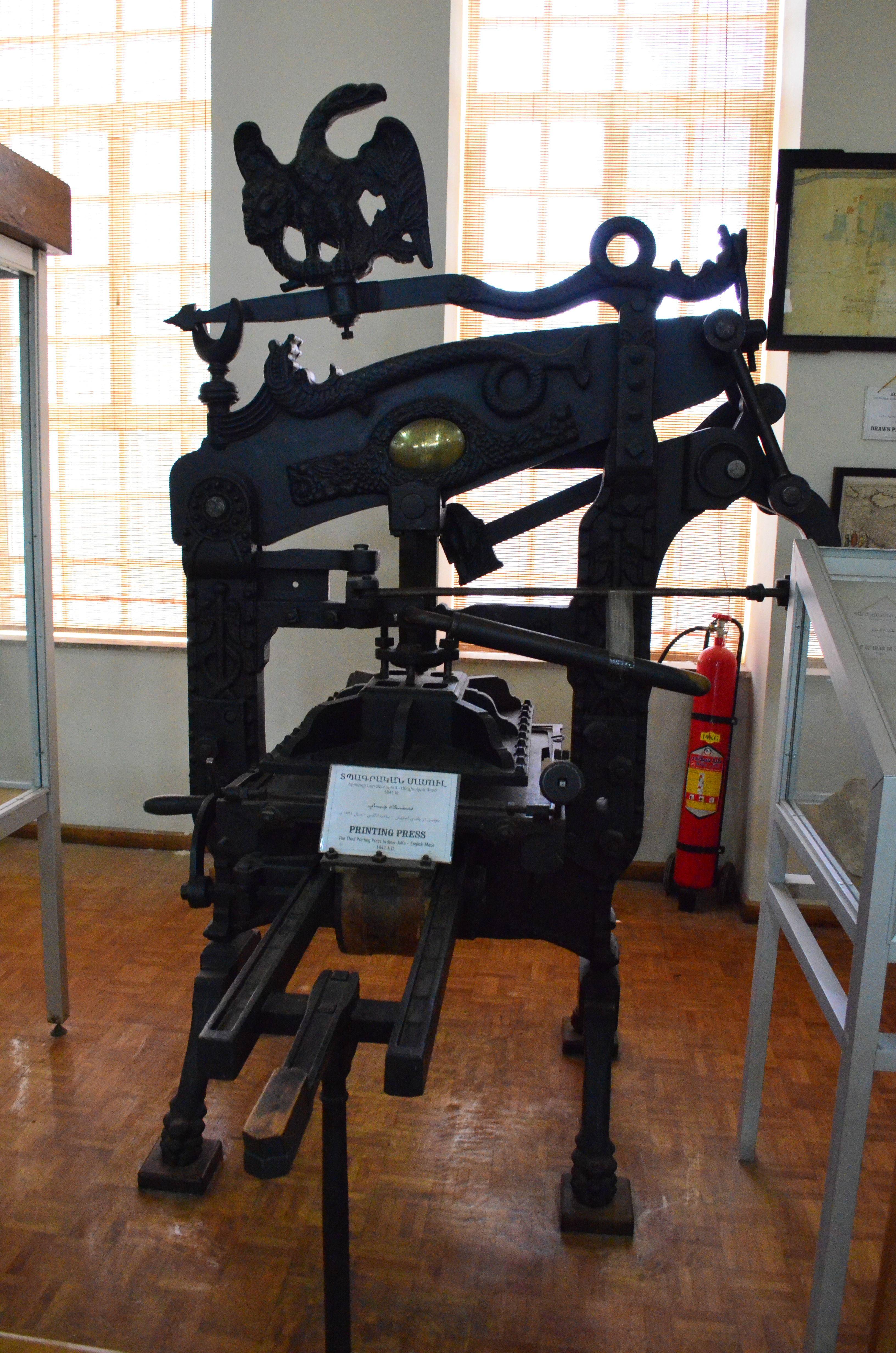
سومین ماشین چاپ در جلفای اصفهان سال ۱۸۴۴ میلادی
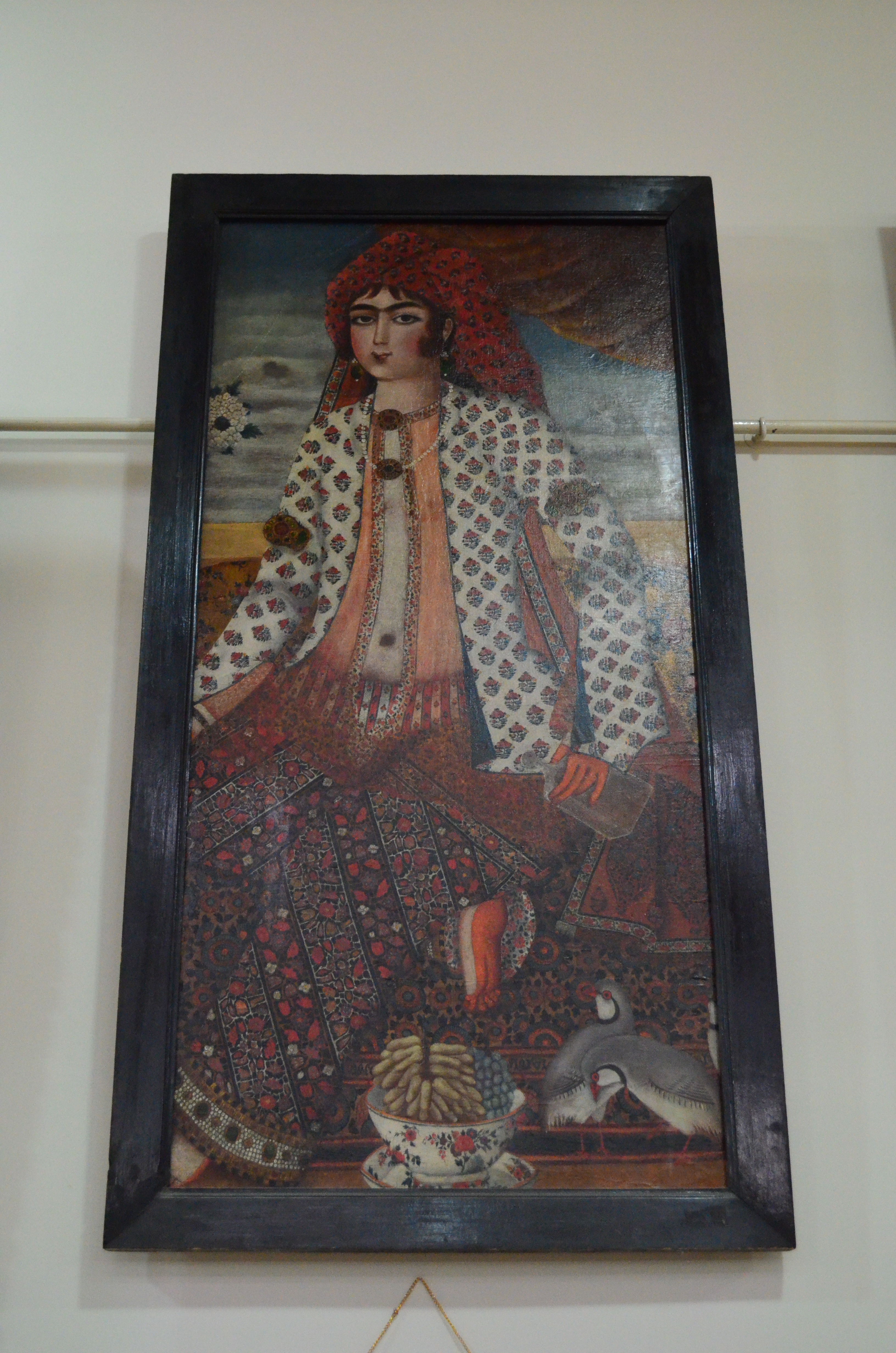
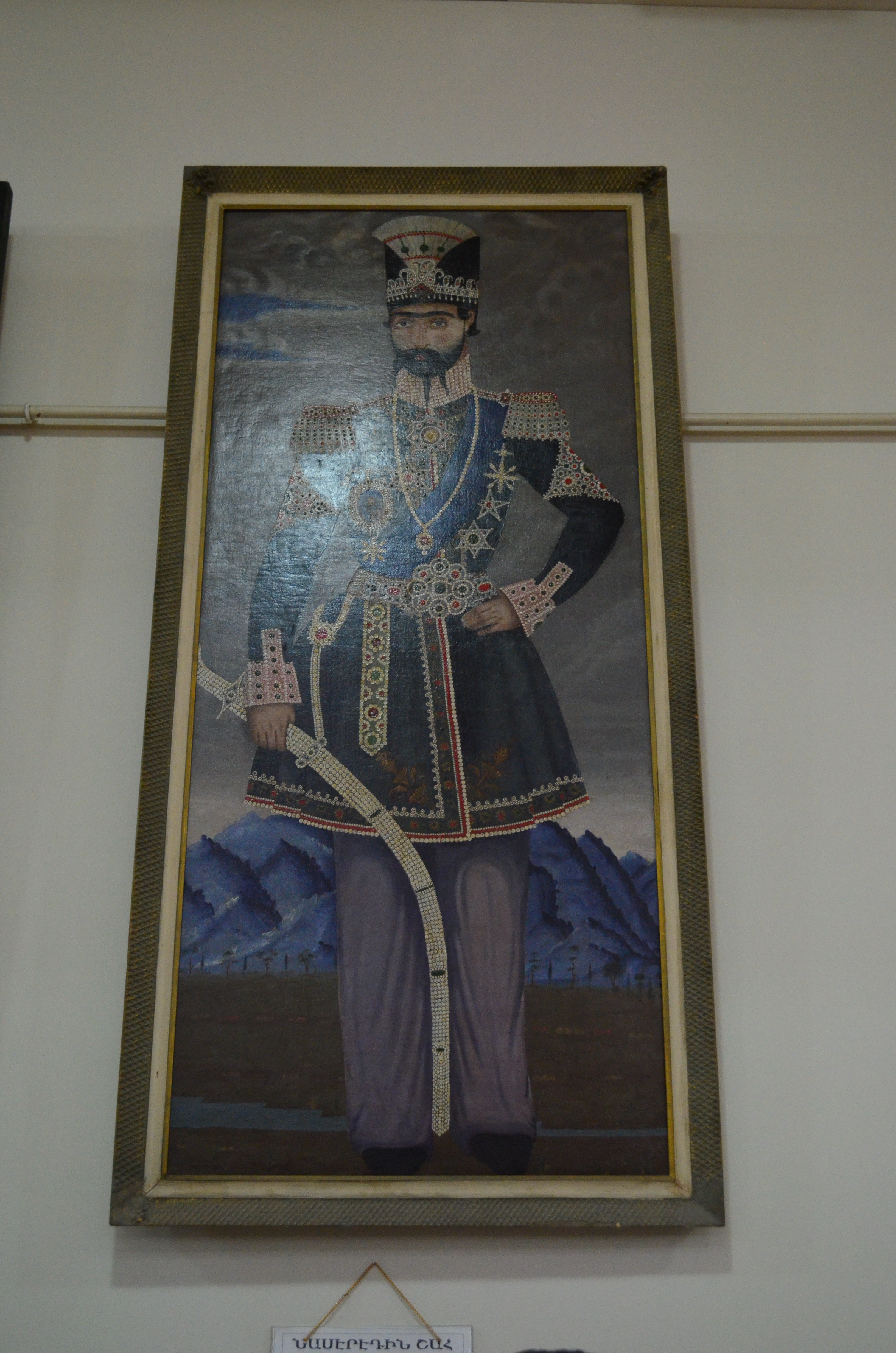
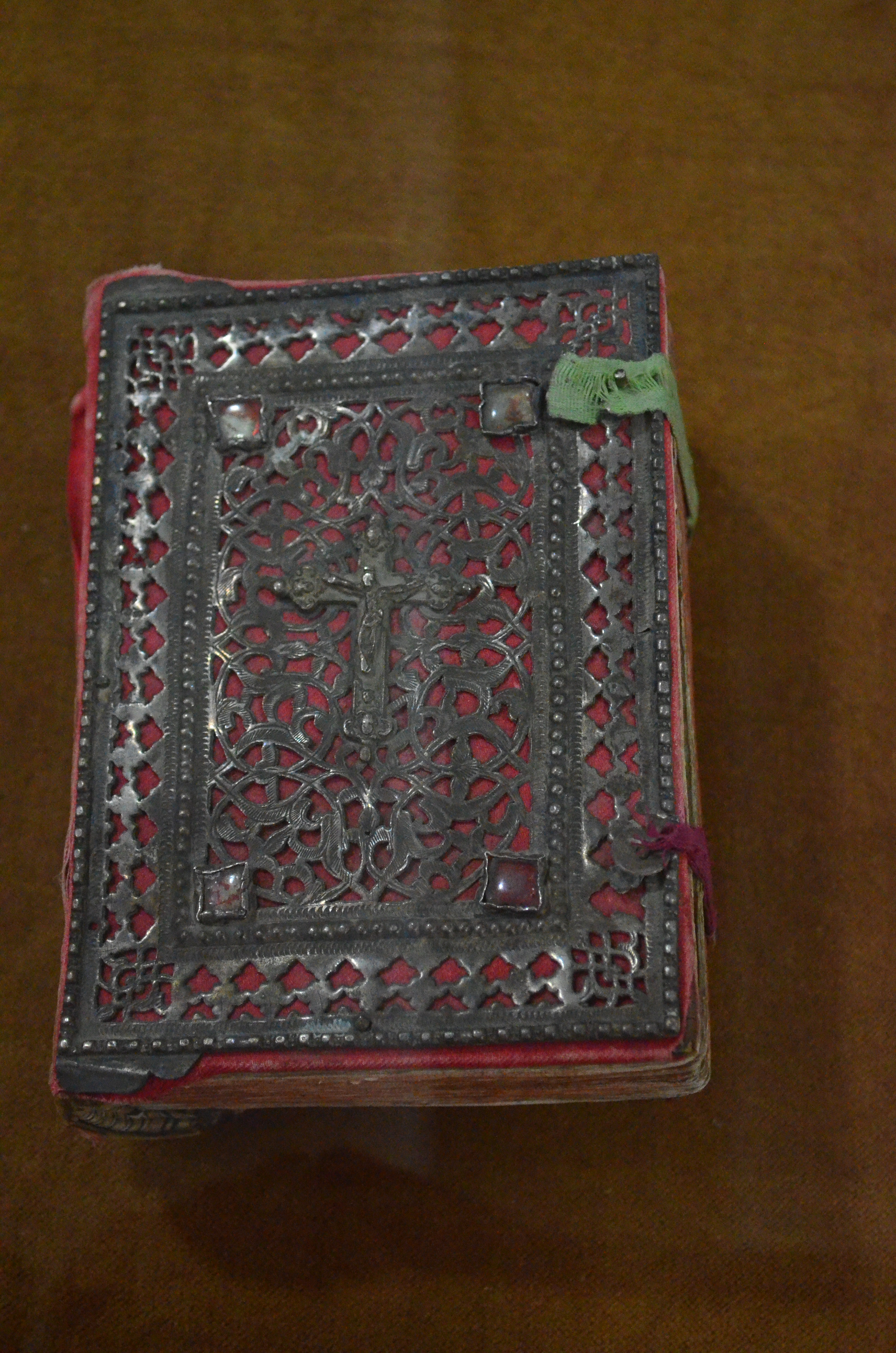
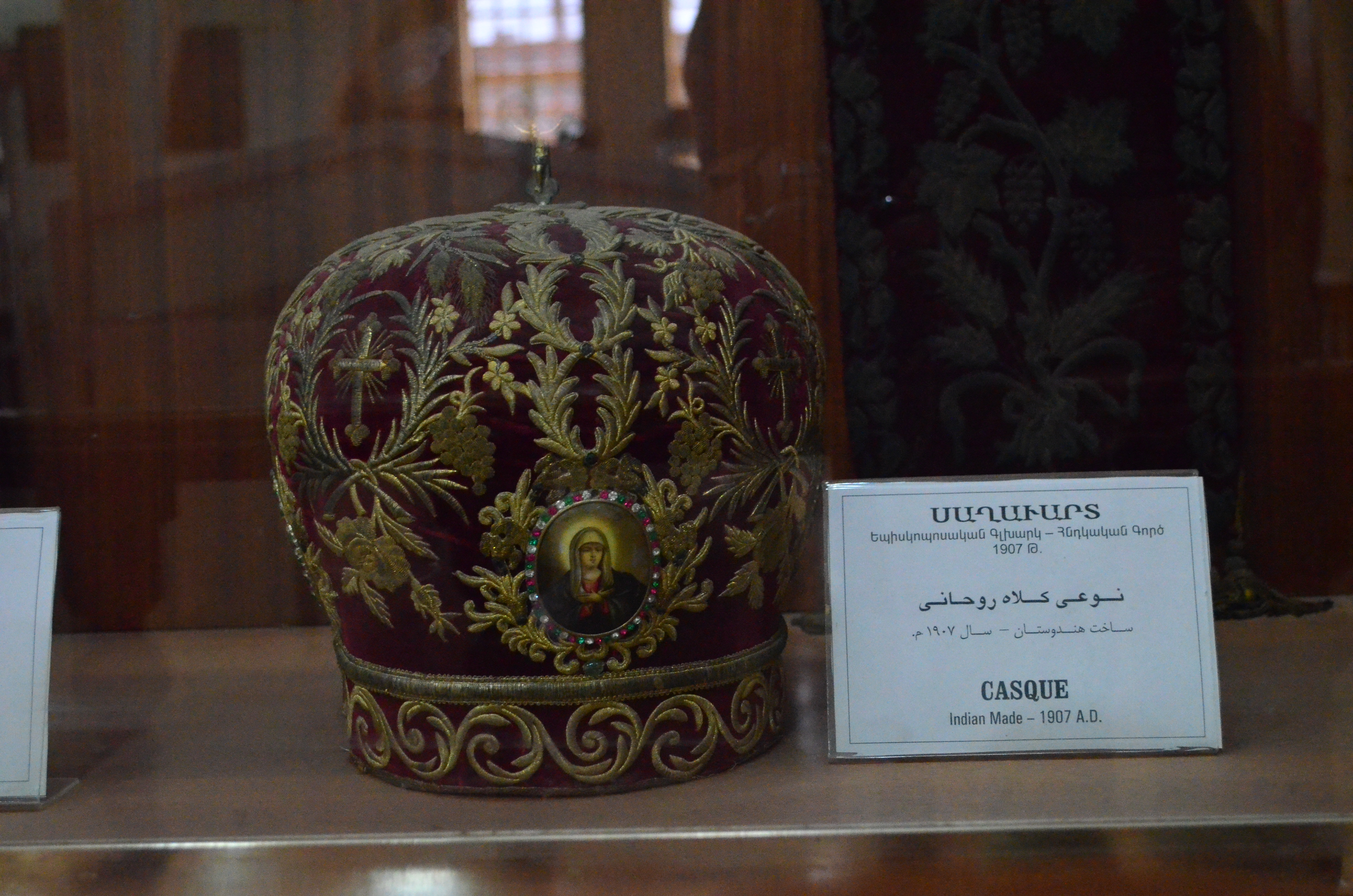
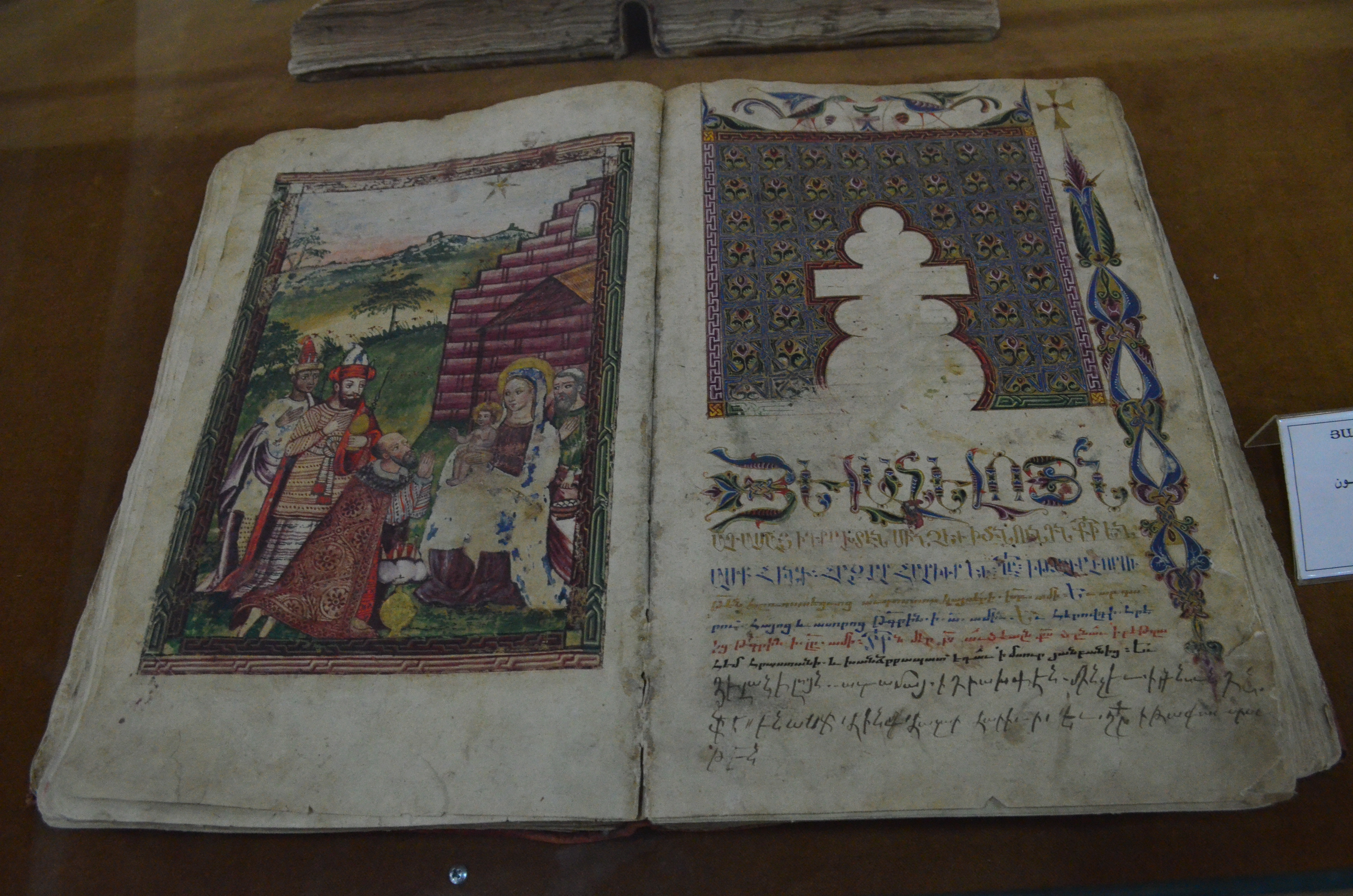
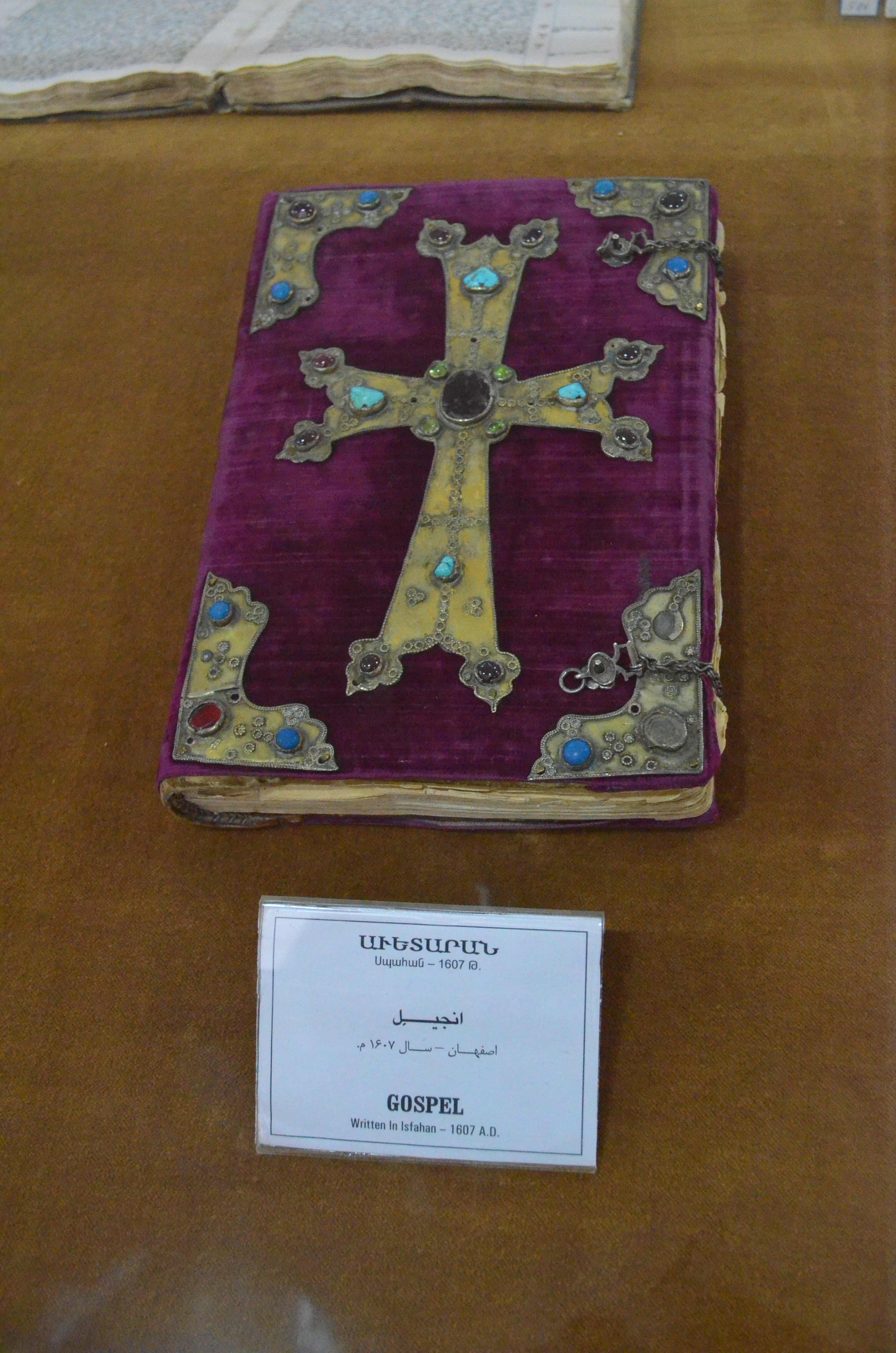
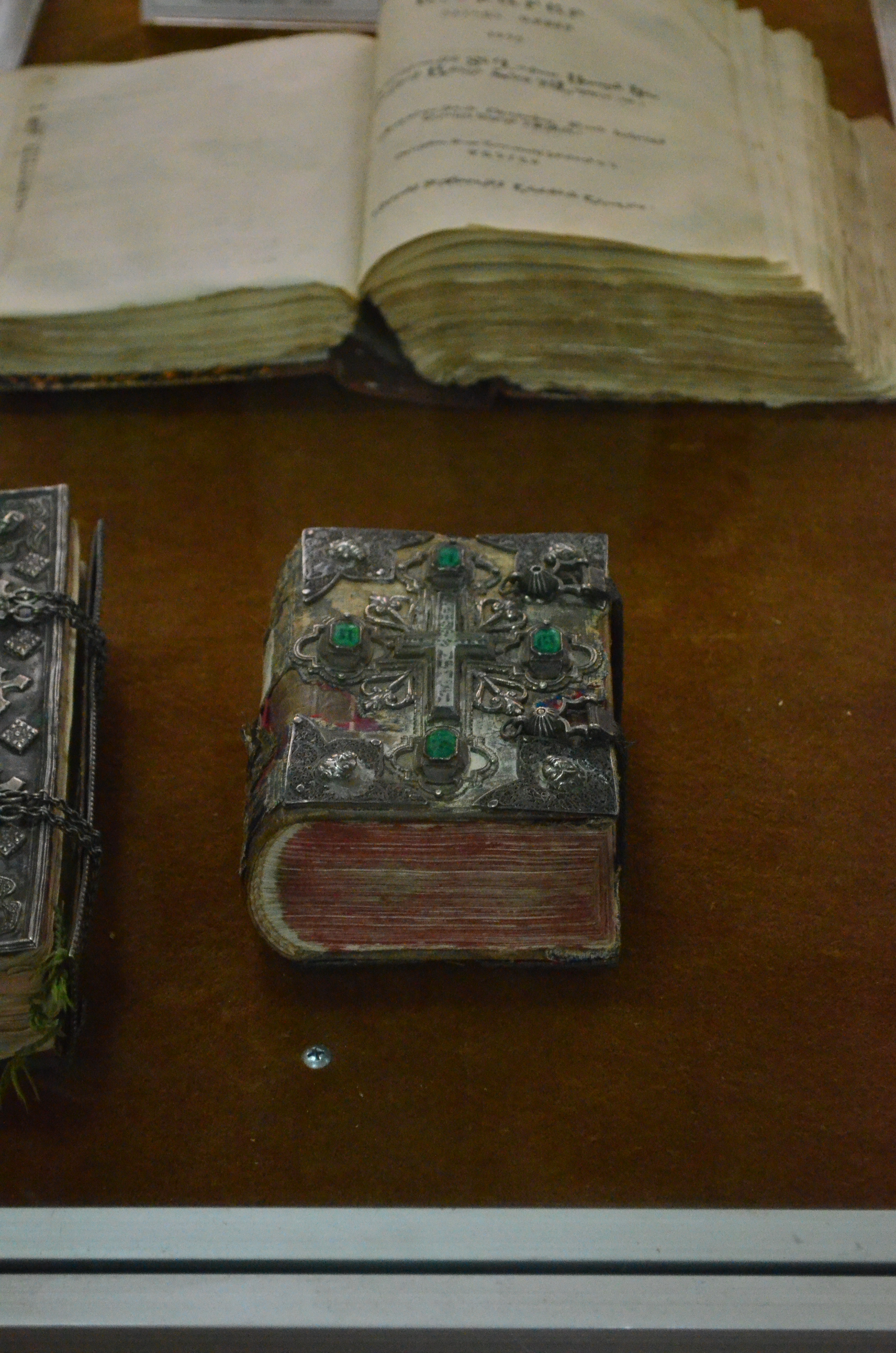
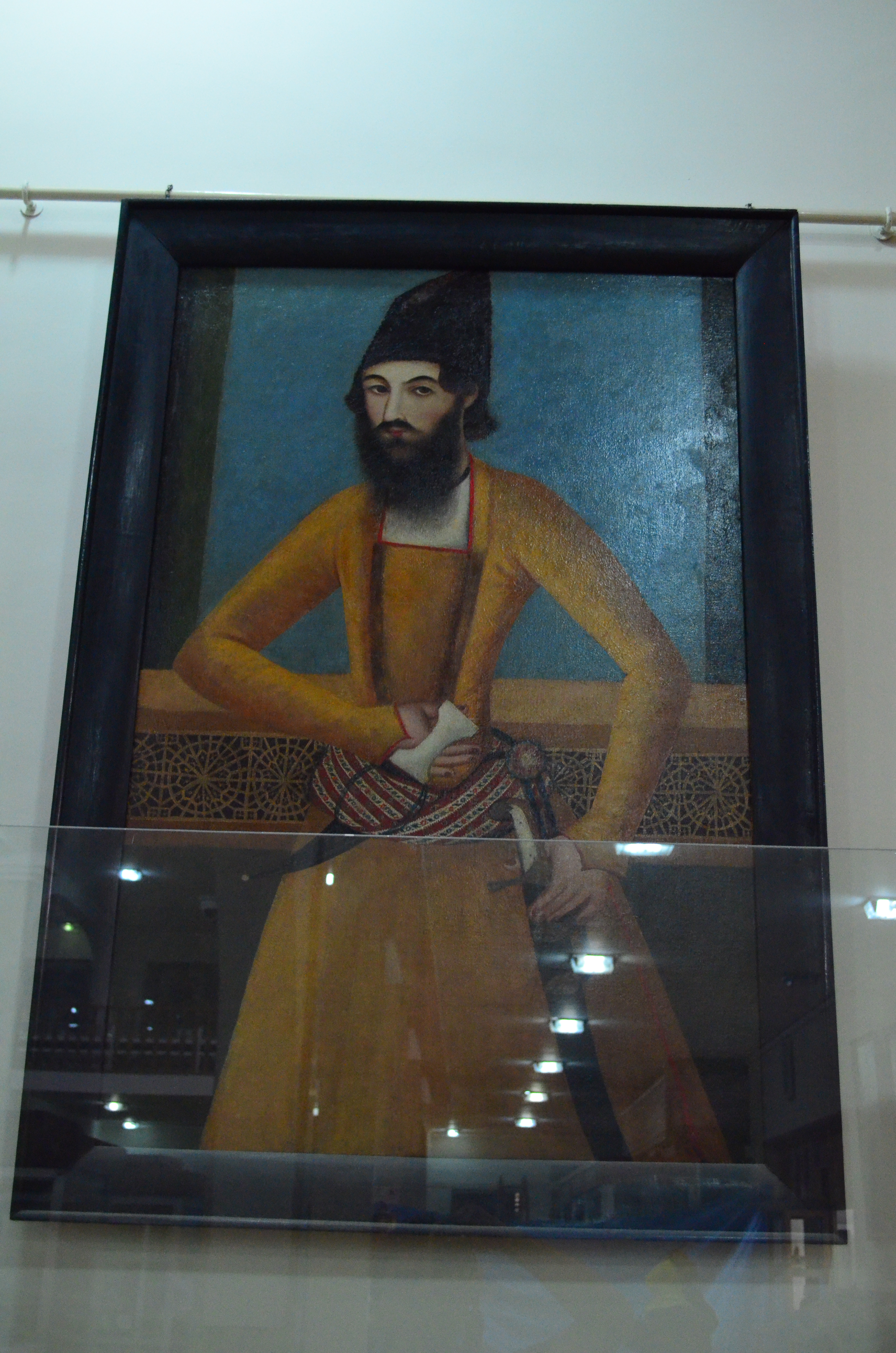
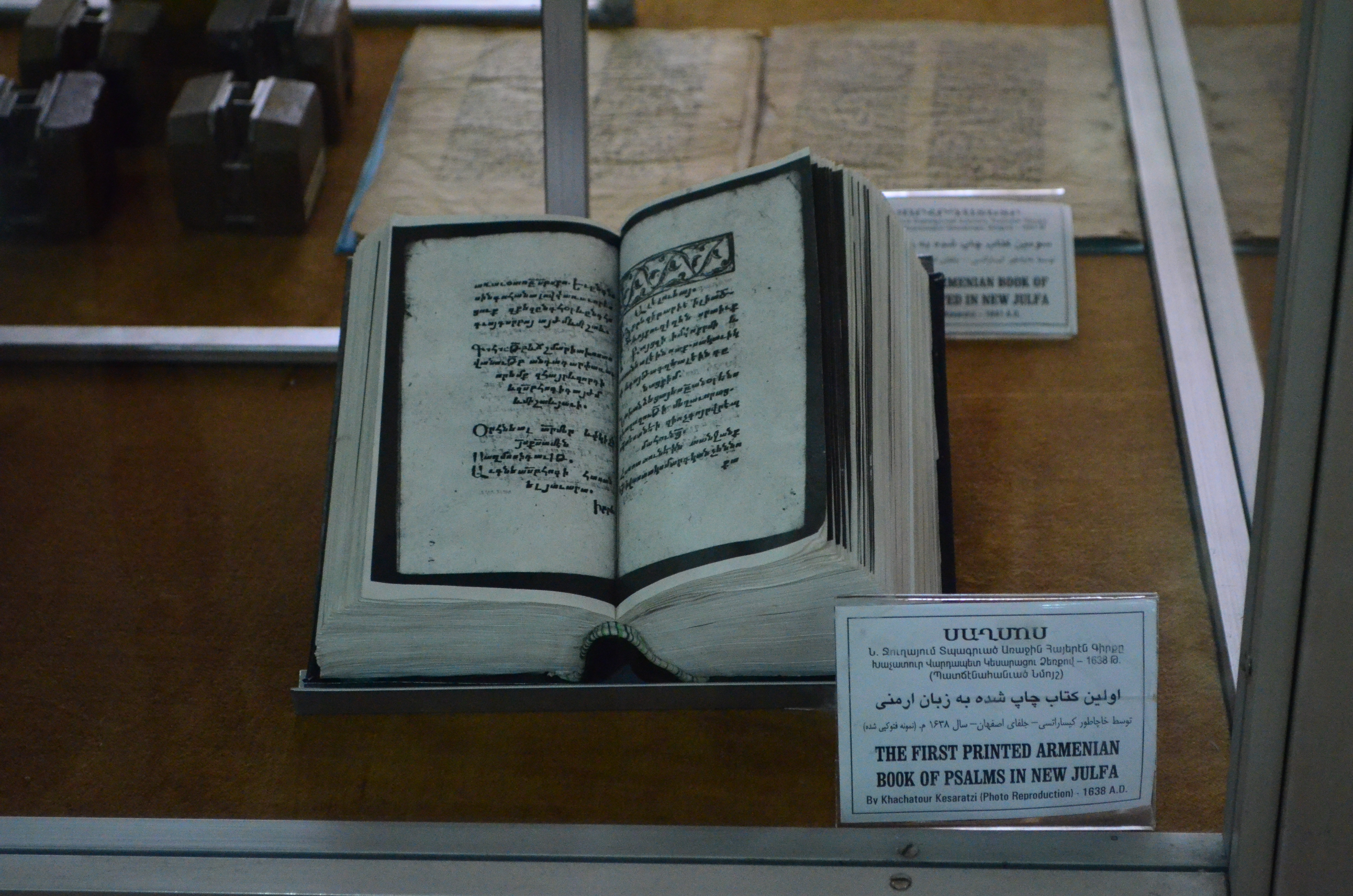
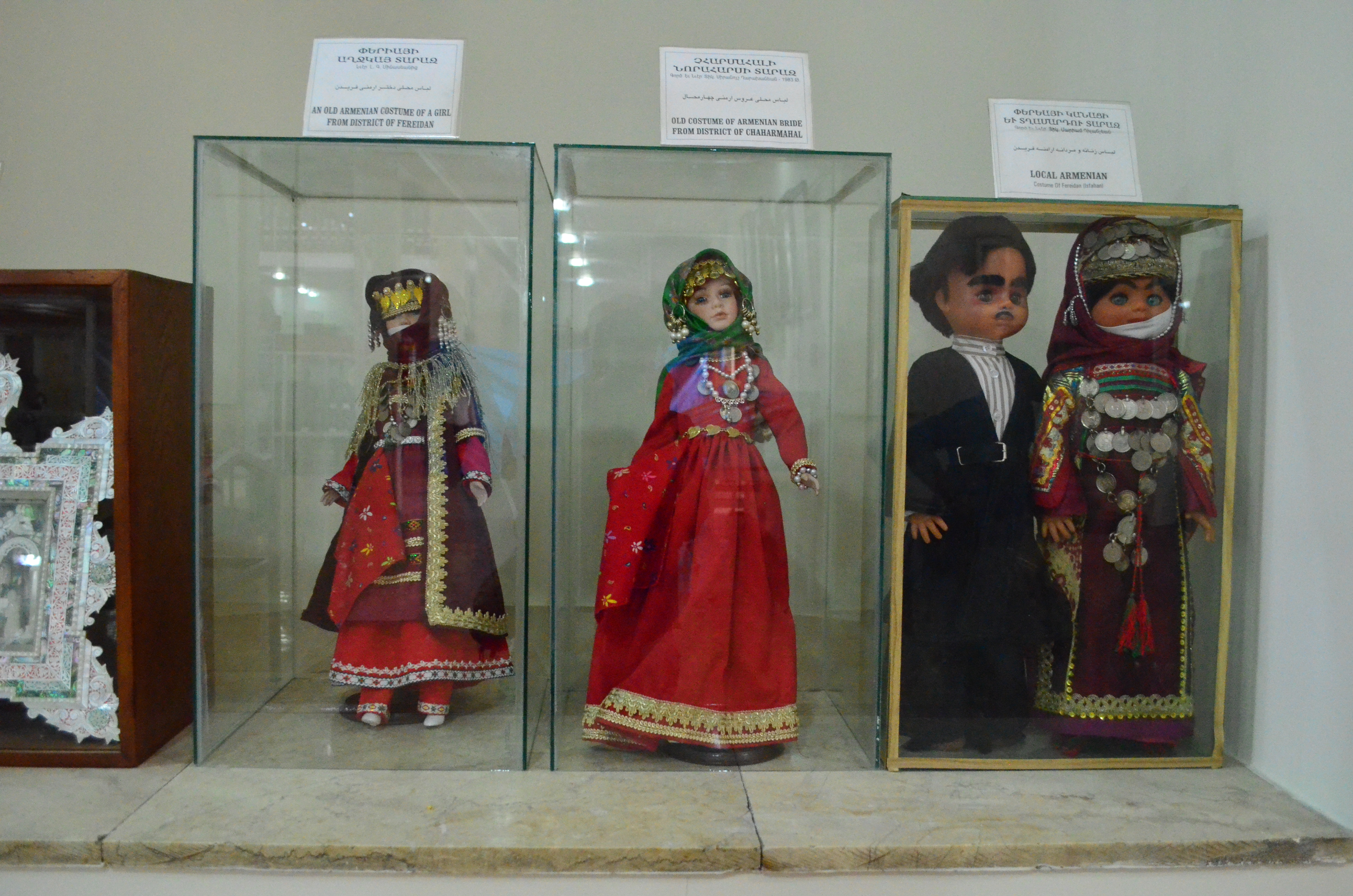
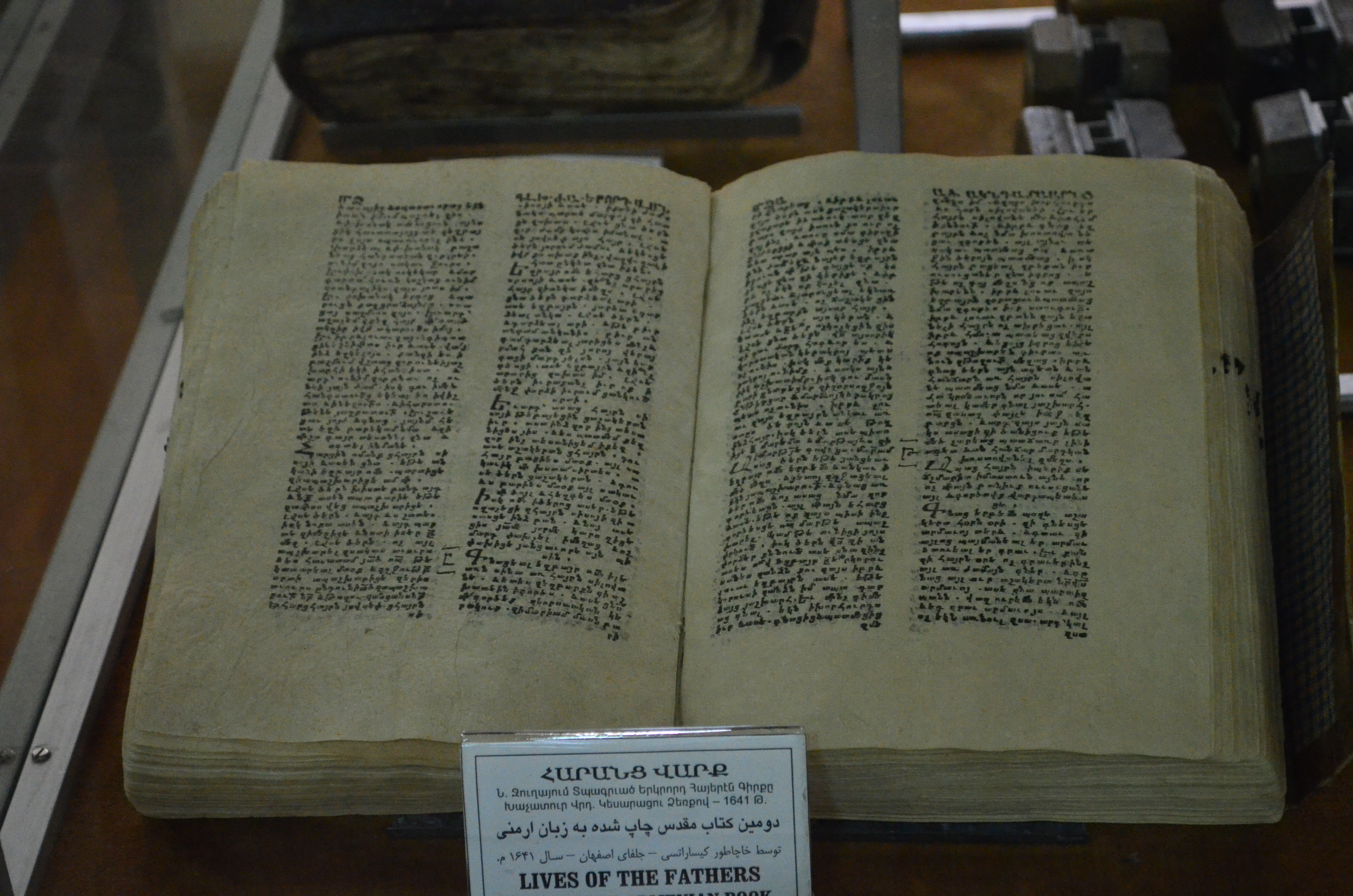
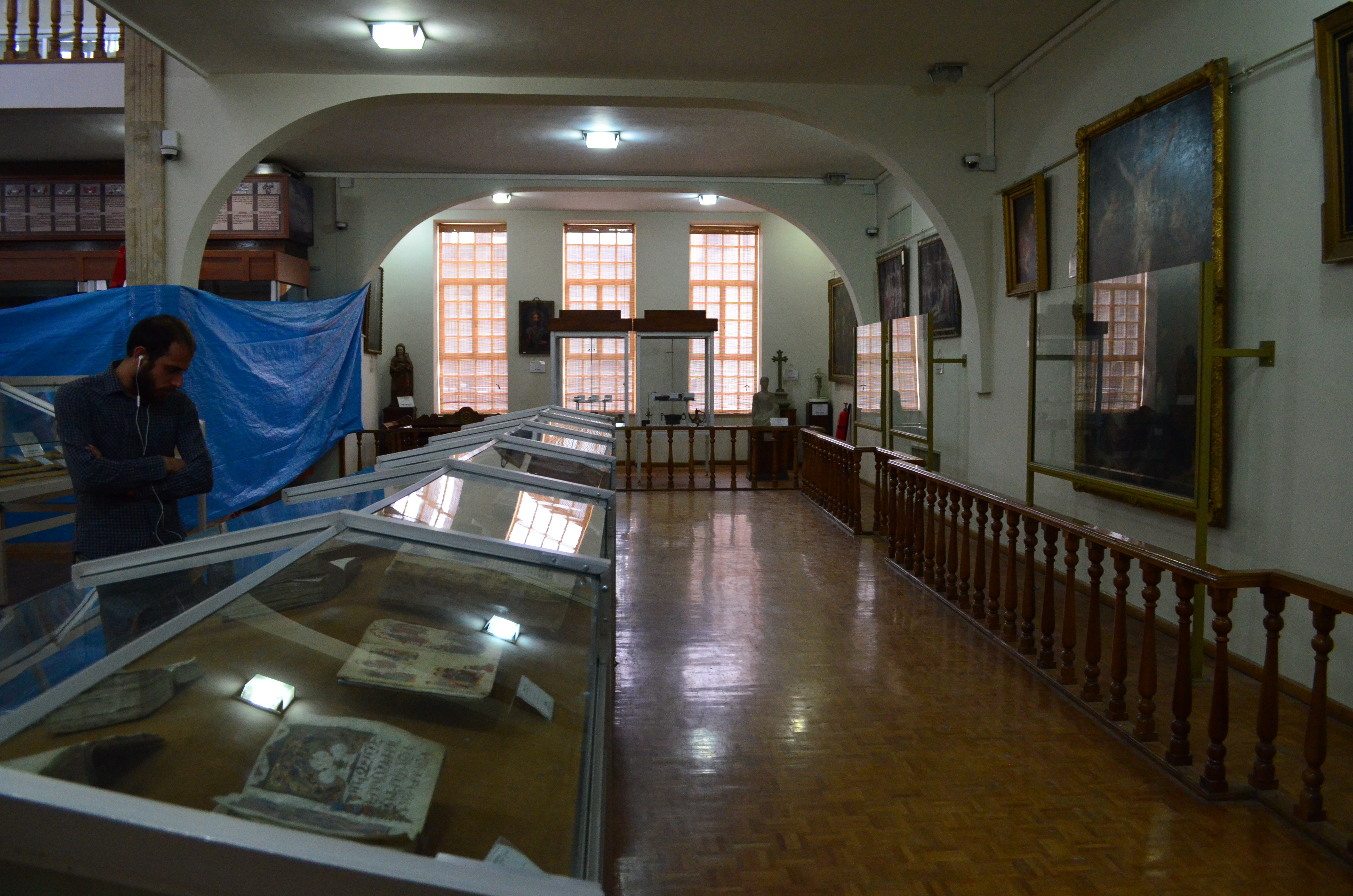
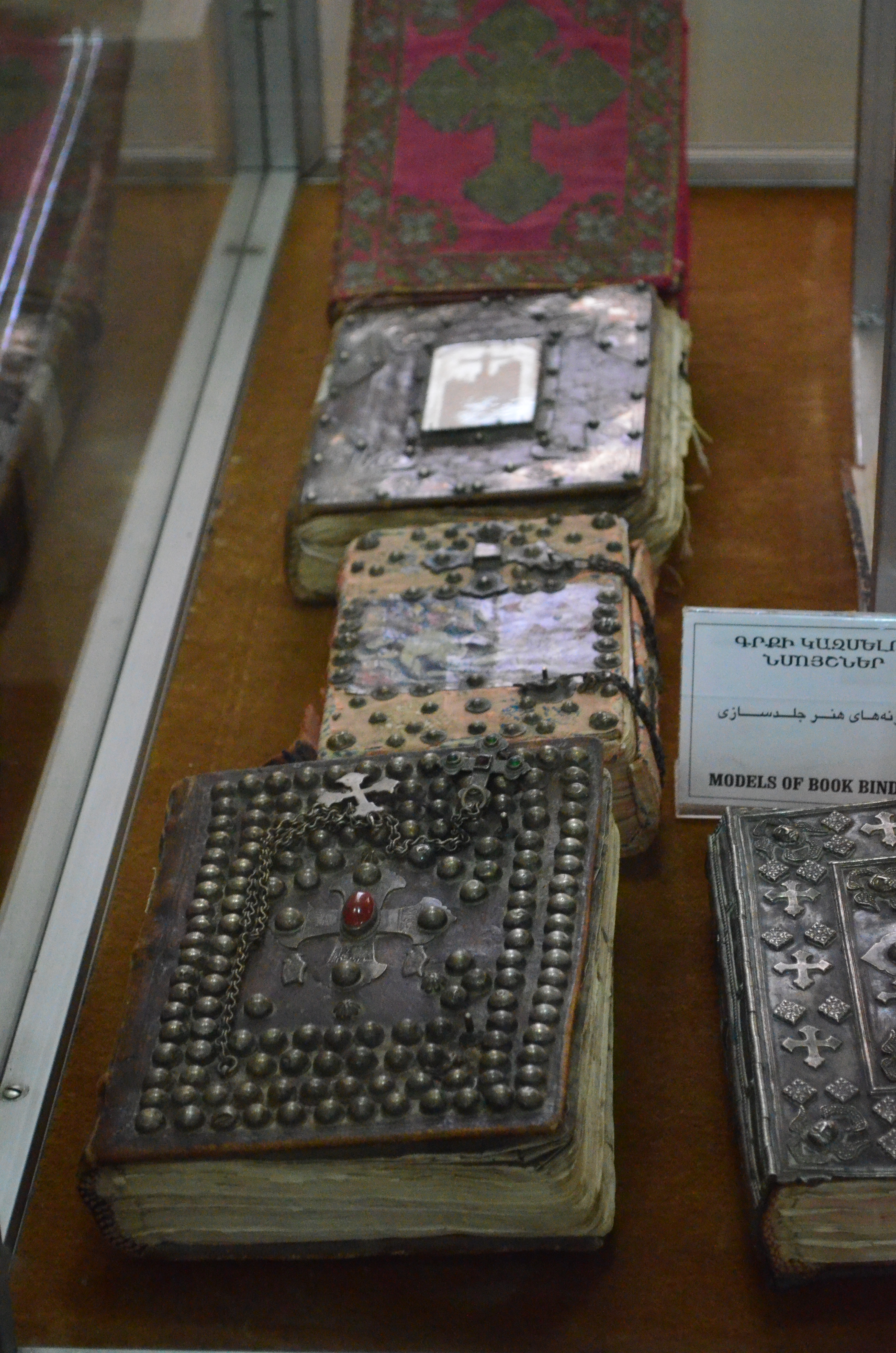
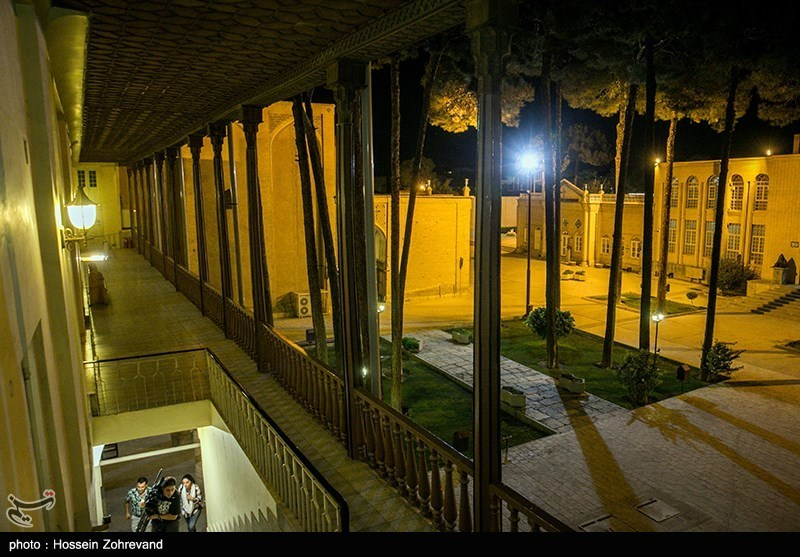
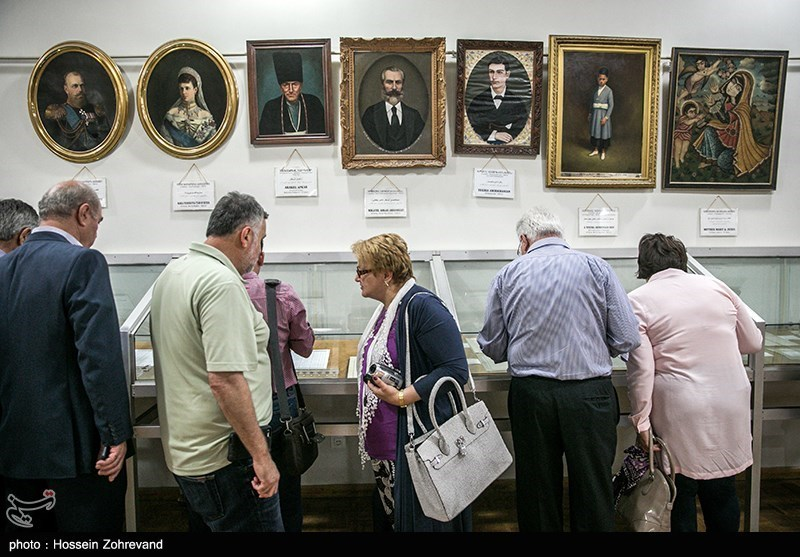
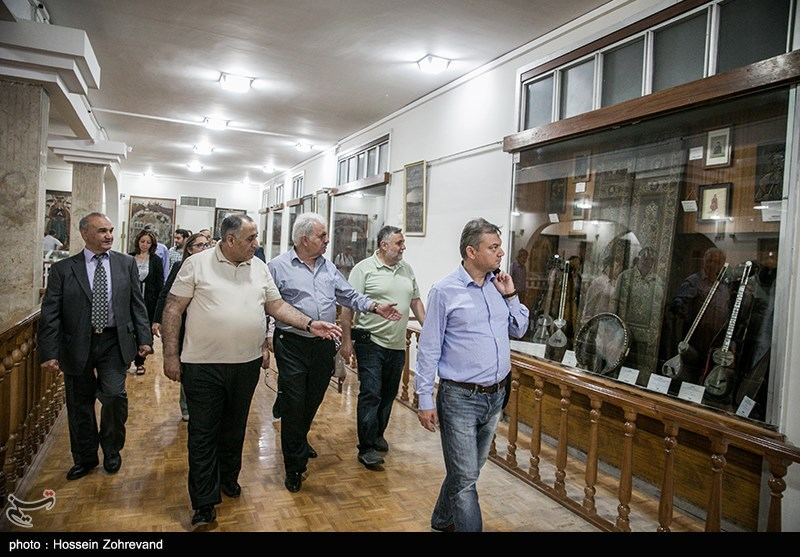
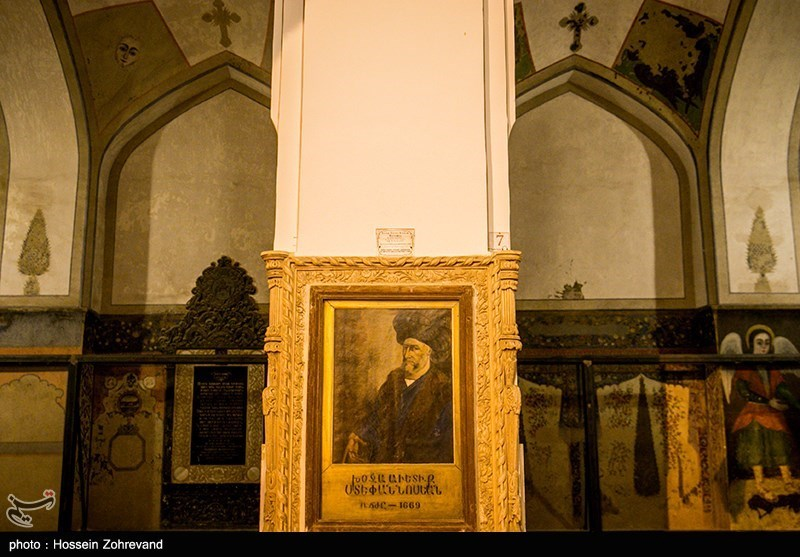
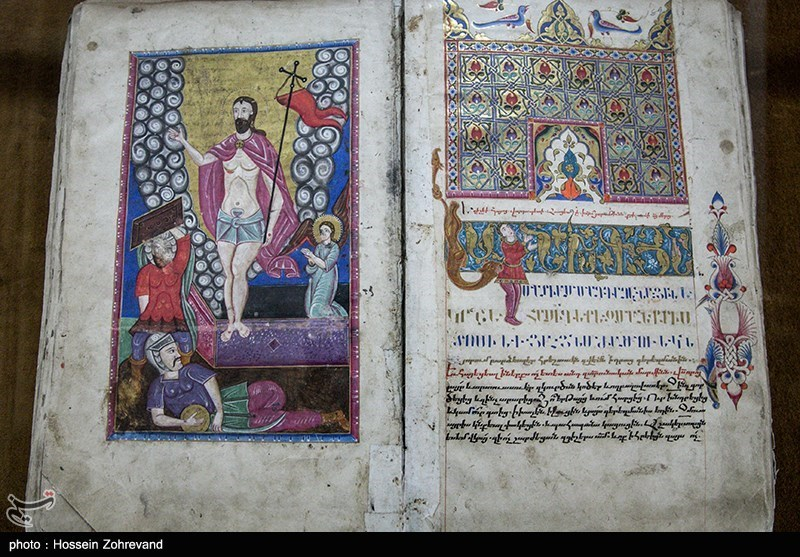
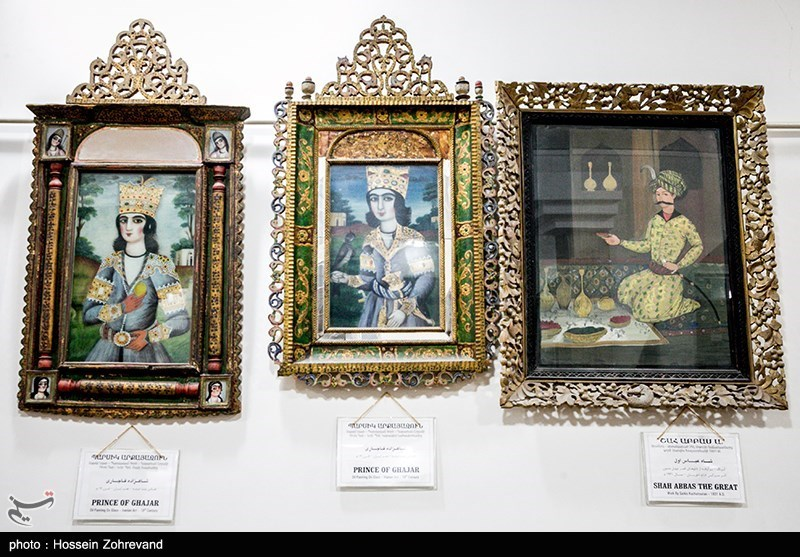
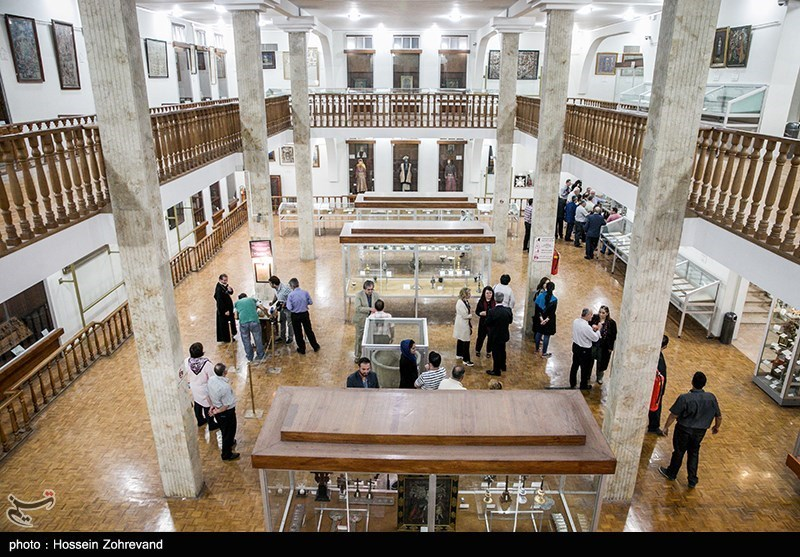
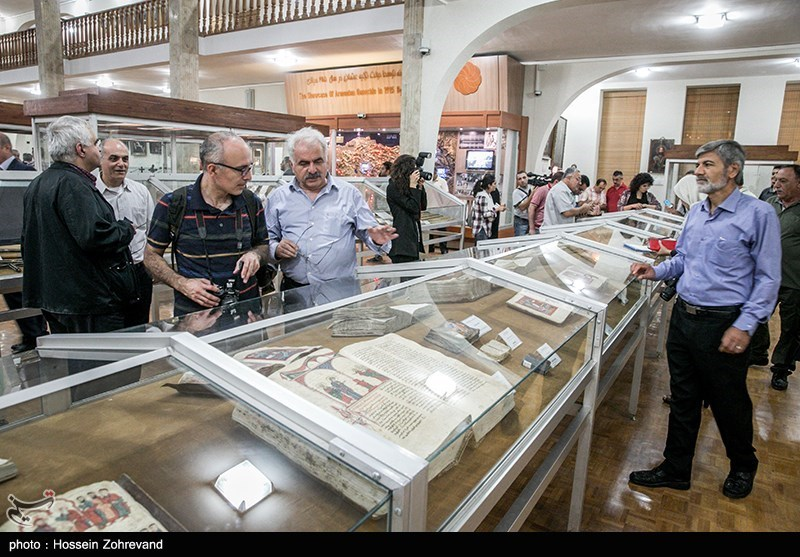
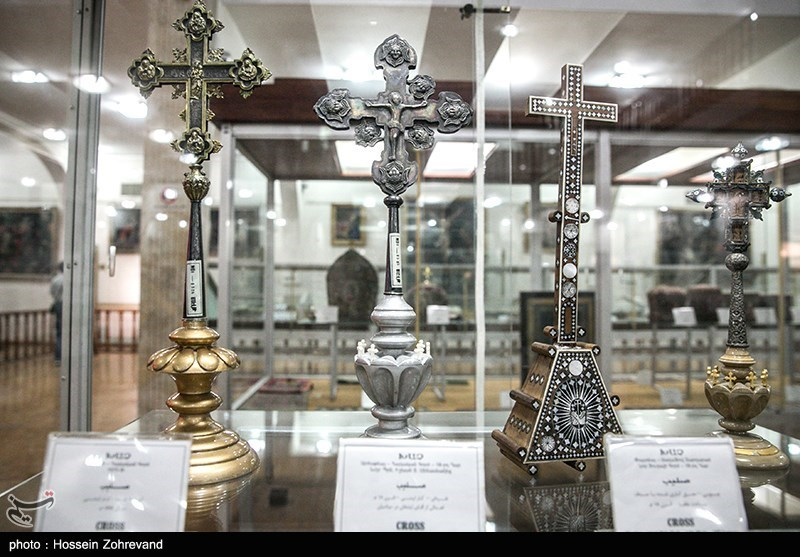
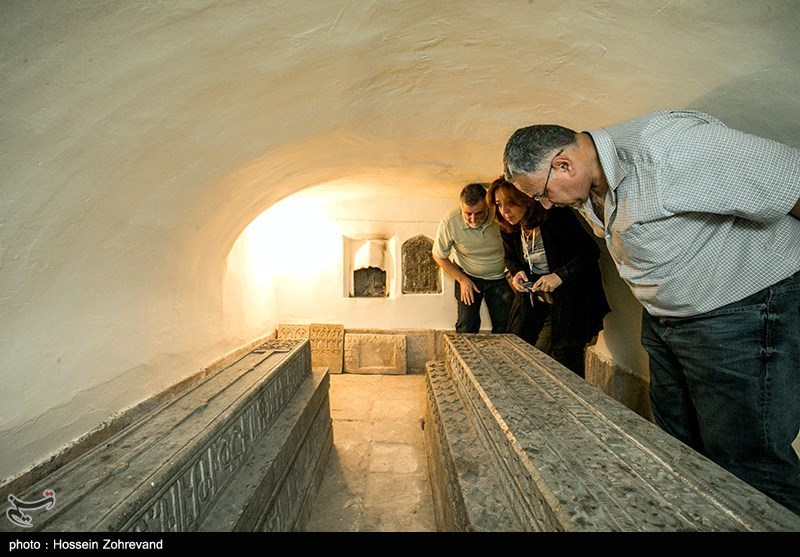